# 레알 마드리드 CF
레알 마드리드 클루브 데 푸트볼(스페인어: Real Madrid Club de Fútbol reˈal maˈðɾið ˈkluβ ðe ˈfuðβol[*], 왕립 마드리드 축구단)은 흔히 레알 마드리드(스페인어: Real Madrid) 혹은 스페인 밖에서 줄여서 레알 (스페인어: Real)로 알려진 프로 축구 구단으로 스페인의 마드리드주 마드리드를 연고로 한다.
1902년 마드리드 축구단(Madrid Football Club)으로 창단한 이 구단은 전통적으로 백색 주 유니폼을 입었다. '레알'이라는 단어는 스페인어로 '황족'이라는 뜻을 지니며, 1920년에 알폰소 13세로부터 명칭을 하사 받으면서 엠블럼에 왕관이 추가되었다. 레알 마드리드는 1947년부터 경기를 85,454명의 관중을 수용 가능한 마드리드 도심의 산티아고 베르나베우에서 치렀다. 다른 대부분의 유럽 구단들과 달리 레알 마드리드는 회원들(socios, 소시오)이 구단을 소유하고 운영해 왔다.
구단은 2015년에 €3.24B의 매출액을 올렸고, 2014-15 시즌에는 최고 매출액을 기록한 축구단으로 기록되었는데, 연간 €577M의 매출액을 올린 것으로 조사되었다. 레알 마드리드는 세계에서 가장 널리 응원받는 구단이기도 하다. 레알 마드리드는 프리메라 디비시온 출범의 원년 참가 구단들 중 1부 리그에서 강등된 적이 없는 3개의 구단들 중 하나로, 나머지 두 구단들은 바르셀로나와 아틀레틱 빌바오이다. 구단은 다수의 타 구단들과 오랜 기간의 숙적 관계를 맺고 있는데, 가장 알려진 숙적으로는 엘 클라시코 (El Clásico)에서 맞대결을 펼치는 바르셀로나이고, 다른 하나는 마드리드 더비(El Derbi madrileño)의 맞수 아틀레티코 마드리드이다.
레알 마드리드는 1950년대에 스페인과 유럽 축구계의 주요 강자로 자리매김했는데, 유러피언컵을 5번 연속 우승하고 7번 결승에 올랐다. 이러한 성공을 자국 리그에서도 거두었는데, 구단은 7년의 기간 동안 5번의 리그 우승을 거두었다. 알프레도 디 스테파노, 푸슈카시 페렌츠, 프란시스코 헨토, 레몽 코파, 그리고 호세 산타마리아와 같은 선수들로 구성된 당시의 선수단은 체육계에서 역대 최고의 단체를 거론하면 손꼽히는 선수단이다.
현재 라 리가 최다인 36번의 우승을 거두었고, 코파 델 레이를 20번, 수페르코파 데 에스파냐를 13번, 그리고 코파 에바 두아르테와 코파 데 라 리가를 한 번씩 우승했다. 국제 무대에서, 최다인 15번의 유러피언컵 / UEFA 챔피언스리그를 거두었고, 공동 최다인 3번의 인터콘티넨털컵, 2번의 UEFA컵, 공동 최다인 5번의 UEFA 슈퍼컵, 그리고 최다인 5번의 FIFA 클럽 월드컵 우승을 거두었다.
2000년 12월 23일, 레알 마드리드는 FIFA 20세기의 구단으로 선정되었고, 2010년 5월 11일에는 IFFHS로부터 20세기 유럽 최고의 구단으로 선정되었다. 구단은 2004년에 FIFA 100주년 명예의 훈장을 받았다. 구단은 최근 IFFHS의 구단 세계 랭킹 1위에 올라 있으며, 최다 점수 기록도 세웠다. 구단은 UEFA 구단 랭킹에서도 선두를 달리고 있다.

## 역사

### 초창 기 (1897–1945)

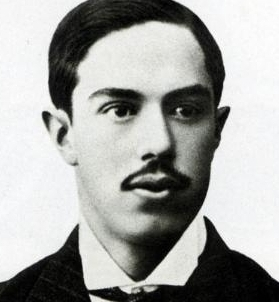
훌리안 팔라시오스는 1900년부터 1902년까지의 초대 회장을 역임했다

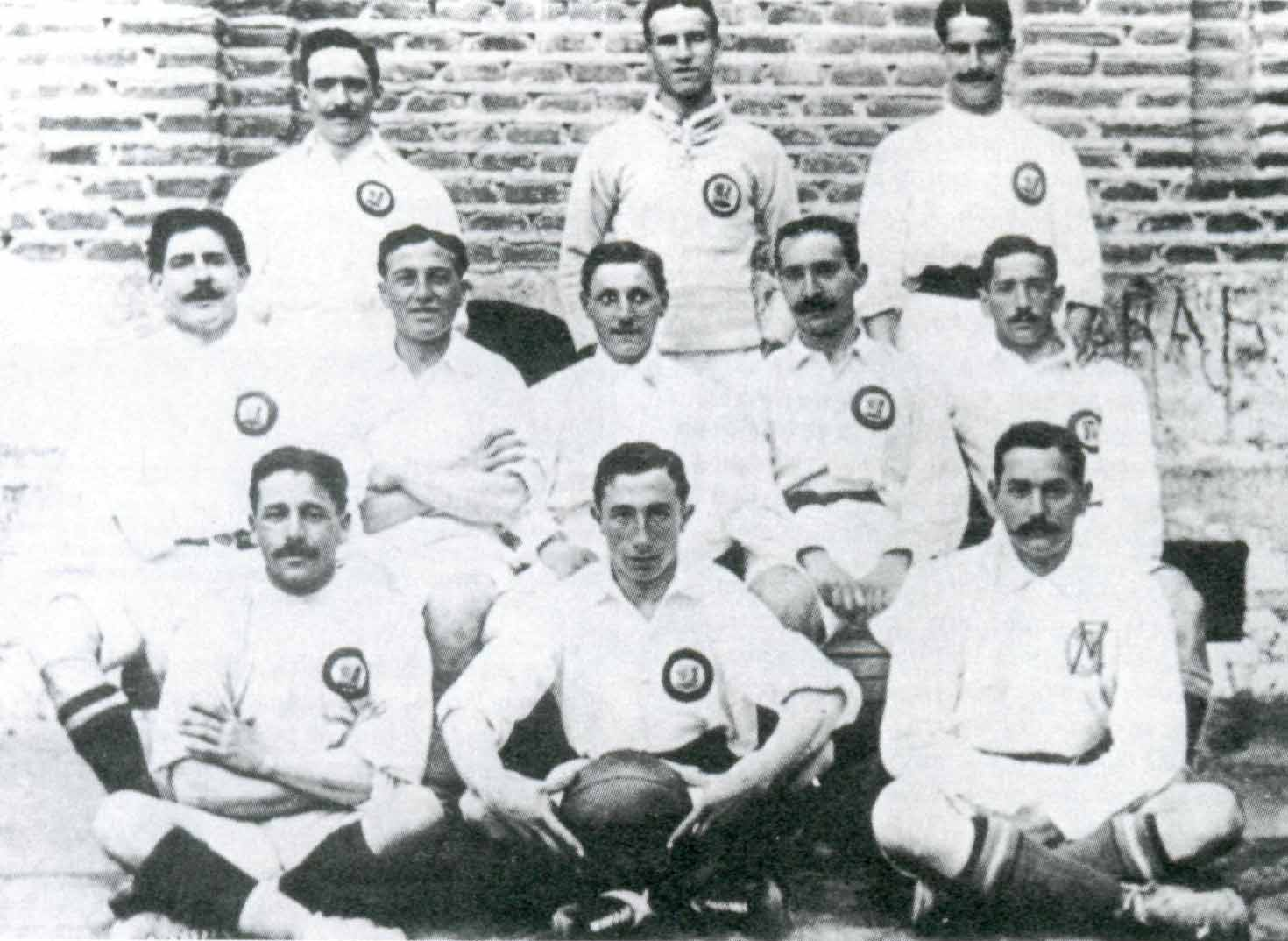
1905년의 레알 마드리드 선수단

레알 마드리드의 기원은 축구가 마드리드의 몇몇 케임브리지와 옥스퍼드 대학교 졸업생들이 포함된 자유 교육 단지(Institución Libre de Enseñanza)의 교사진과 학생들에게 전파된 때로 거슬러 올라간다. 이들은 협력하여 1897년 스카이 축구단(Football Club Sky) 을 창단해 몬클로아에서 일요일 아침마다 경기를 펼쳤다. 이 구단은 1900년에 마드리드 신축구단(New Foot-Ball de Madrid)과 마드리드 축구단(Madrid Football Club)의 둘로 나뉘었다. 1902년 3월 6일, 후안 파드로스를 새 이사진이 선출되었고, 마드리드 축구단이 공식적으로 창립되었다. 창단 3년 후인 1905년, 마드리드 축구단(Madrid FC) 은 아틀레틱 빌바오와의 코파 델 레이 결승전에서 승리하여 첫 우승을 차지했다. 구단은 1909년 1월 4일 스페인 왕립 축구 협회의 원년 합류 구단으로, 당시 회장이었던 아돌포 멜렌데스가 협회의 창립 동의서에 서명했다. 구장을 여러 차례 변경한 후, 구단은 1912년에 오도넬 구장(Campo de O'Donnell)으로 보금자리를 옮겼다. 1920년 구단명은 알폰소 13세가 왕립(Real)의 명칭을 구단에 하사하면서 레알 마드리드로 개칭되었다.

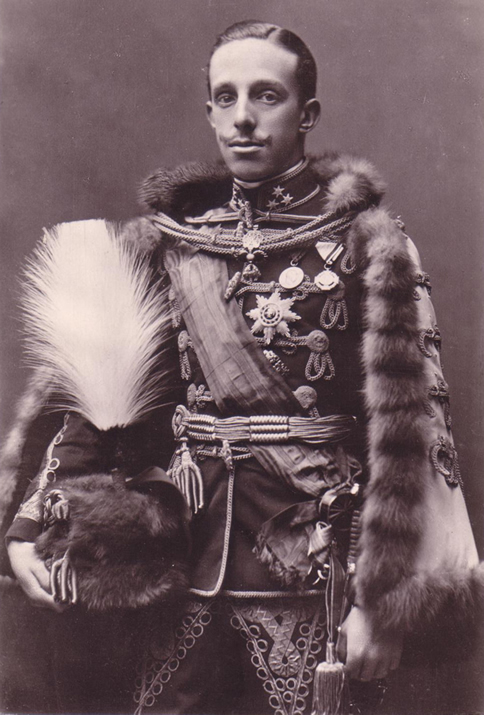
알폰소 13세는 구단에게 왕립 (Real)의 명칭을 사용할 수 있도록 하사했다.

1929년, 스페인 축구 리그가 출범했다. 레알 마드리드는 최종전이 열리기 전까지 선두로 나섰지만, 아틀레틱 빌바오에게 져서 바르셀로나에 밀려 준우승을 차지했다. 레알 마드리드는 1931-32 시즌에 첫 리그 우승을 거두었다. 그리고 이듬해에는 리그를 2년 연속으로 우승해, 스페인 역사상 처음으로 정상을 방어한 구단으로 이름을 올렸다.
1931년 4월 14일, 스페인 제2공화국이 들어서면서, 구단은 왕립 명칭을 상실하고 마드리드 축구단으로 명칭이 환원되었다. 축구는 제2차 세계 대전이 진행되는 와중에도 계속되었고, 1943년 6월 13일, 마드리드는 경찰을 이용해 바르셀로나 선수들을 협박하여 바르셀로나와의 코파 델 헤네랄리시모 준결승 2차전에서 11-1로 이겼다. 당시 국왕컵은 프란시스코 프랑코를 존중하기 위해 명칭이 개칭되었다. 엔리크 피녜이로 바르셀로나 회장은 마드리드 지지자들의 습격을 받았다. 하지만, 이 증언들 중에서 진실로 밝혀진 것은 없고, FIFA와 UEFA는 결과가 문제가 없다고 간주하고 있다.
스페인 언론과 기자들 중, 후안 카를로스 파사몬테스는 조세프 바예 바르셀로나 선수는 스페인 안보군이 경기 전에 온 것을 부인했다고 말했다. 대신 전반전 후, 후안 호세 노게스 바르셀로나 감독과 선수단들이 거칠게 경기에 임한 레알 마드리드와 지나치게 열광적인 안방 관중들에게 분노했다고 덧붙였다. 그들이 경기장 복귀를 거부하자, 마드리드의 수석 서장이 접근해 신원을 밝히고 선수들로 하여금 경기장에 돌아오도록 설득했다.

### 산티아고 베르나베우 예스테와 유럽 무대에서의 성공 (1945–1978)

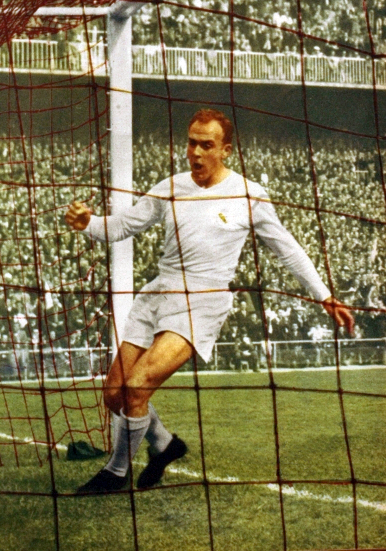
알프레도 디 스테파노는 구단을 유러피언컵 (UEFA 챔피언스리그의 전신) 5연패로 이끌었다.

1945년, 산티아고 베르나베우 예스테가 레알 마드리드 회장으로 선출되었다. 그의 임기에, 구단은 산티아고 베르나베우 경기장과 시우다드 데포르티바 훈련장을 건립해 스페인 내전으로 피해를 입은 기반 시설을 복구했다. 더 나아가서, 1950년대에 전 레알 마드리드 아마추어 선수였던 미겔 말보는 레알 마드리드의 유소년 아카데미, 혹은 "채석장" (cantera) 을 열었고, 오늘날에 공장 (La Fábrica)으로 알려지게 되었다. 1953년을 기점으로, 그는 해외의 세계구급 선수들을 영입하는 정책을 추진했는데, 가장 중요한 선수로는 알프레도 디 스테파노를 꼽을 수 있다.

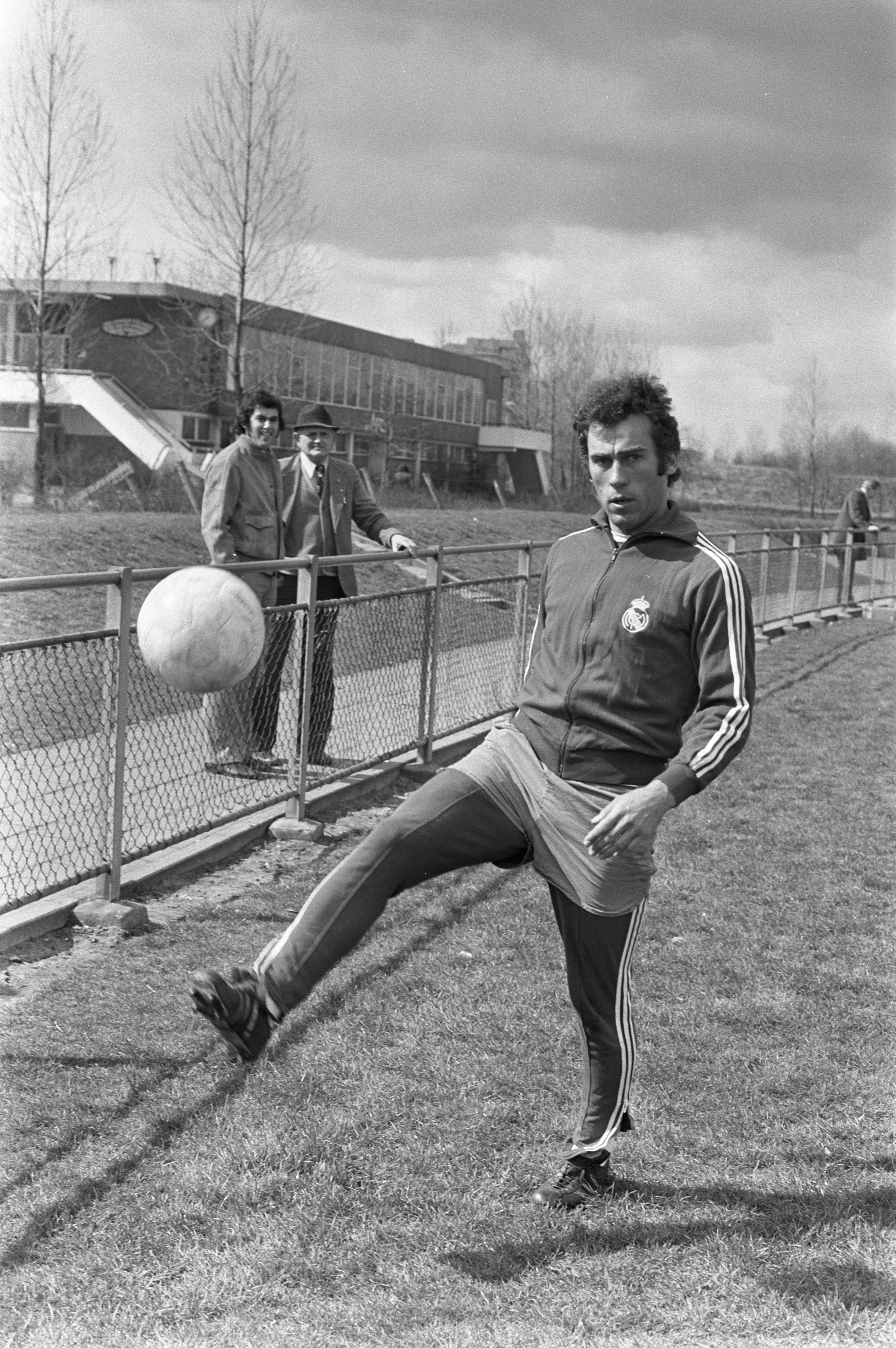
예-예 선수단의 주장을 맡았던 아만시오 아마로

1955년, 프랑스의 스포츠 기자이자 《레키프》의 편집자인 가브리엘 아노가 유럽 전역의 구단들을 초대한 친선 대회를 출범시킬 생각을 제안한 것이 베르나베우, 베드리냥, 그리고 셰베시 구스타브와의 의견에 동의로 오늘날 UEFA 챔피언스리그로 알려진 대회가 출범케 했다. 결국, 베르나베우의 지도는 레알 마드리드가 스페인과 유럽 축구의 주요 세력으로 자리를 확고하게 했다. 구단은 1956년부터 1960년까지 유러피언컵 5연패를 달성했는데, 이 중에는 햄던 파크에서 벌어진 아인트라흐트 프랑크푸르트와의 1960년 결승전에서 7-3으로 이긴 것도 포함한다. 대회 5연패 후, 레알 마드리드는 초창기 우승 트로피를 영구 소장할 권한을 얻었고, UEFA 명예의 배지를 사용할 권한도 얻었다.
구단은 1966년에 같은 국적의 선수들로만 구성된 선수단으로 파르티잔 베오그라드와의 결승전에서 2-1로 이기고 6번째 유러피언컵을 획득했는데, 이는 대회 사상 최초의 사례였다. 이 선수단은 예-예로 회자되었다. "예-예"라는 명칭은 비틀즈의 곡 "그녀가 당신을 사랑해"의 후렴구절 "예, 예, 예"에서 유래되었는데, 선수단의 4명이 비틀즈를 흉내낸 것을 《마르카》지가 촬영한 데에서 유래했다. 예-예 세대는 1962년과 1964년 유러피언컵에서도 준우승을 거두었다. 1970년대에, 레알 마드리드는 5번의 리그 우승과 3번의 컵 대회 우승을 거두었다. 구단은 1971년에 처음으로 UEFA 컵위너스컵 결승전에 올랐지만 잉글랜드의 첼시에게 1-2로 패했다. 1978년 7월 2일, 구단 회장인 산티아고 베르나베우가 아르헨티나에서 FIFA 월드컵이 진행되던 와중에 타계했다. FIFA는 대회 기간 도중 그를 기리기 위해 사흘의 애도 기간을 선언했다. 이듬해, 구단은 전 회장을 기리기 위해 트로페오 산티아고 베르나베우 초대 대회를 조직했다.

### 독수리 편대와 7번째 유러피언컵 (1980–2000)
1980년대 초로 접어들면서, 레알 마드리드는 국내에서 성장한 거물들이 국내무대에서 구단의 성공을 가져다 주기 전까지 라 리가 우승 트로피에 손을 대지 못했다. 스페인의 스포츠 기자 훌리오 세사르 이글레시아스는 이 세대를 '독수리 편대' ("La Quinta del Buitre") 로 명명했는데, 명칭은 이 선수단의 일원이었던 에밀리오 부트라게뇨의 별칭에서 유래했다. 이 선수단의 다른 일원들로는 마놀로 산치스, 마르틴 바스케스, 미첼, 그리고 미겔 파르데사가 있었다. 이들 5명 모두 레알 마드리드 유소년 아카데미 졸업생이었다. '독수리 편대'(이들 중 파르데사가 1986년에 레알 사라고사로 떠나면서 4인방이 되었다)는 수문장 프란시스코 부요, 우측 수비수 첸도, 그리고 멕시코의 공격수 우고 산체스가 합세해 레알 마드리드는 1980년대 후반에 스페인과 유럽의 최고 선수단을 보유했고, 두 차례 UEFA컵과 다섯 차례 스페인 리그를 연속으로 우승했고, 한 번의 코파 델 레이, 그리고 세 번의 수페르코파 데 에스파냐 우승을 거두었다. 1990년대 초, '독수리 편대'는 마르틴 바스케스, 에밀리오 부트라게뇨, 그리고 미첼이 구단을 떠나면서 해체되었다.
1996년, 로렌소 산스 회장은 파비오 카펠로를 감독으로 내정했다. 비록 그의 임기는 1년 밖에 지속되지 않았으나, 레알 마드리드는 리그 정상에 올랐고, 이미 라울, 페르난도 이에로, 이반 사모라노, 그리고 페르난도 레돈도 같은 선수가 이미 선수단을 구성하고 있는 와중에 호베르투 카를루스, 프레드라그 미야토비치, 다보르 슈케르, 그리고 클라렌서 세이도르프 같은 선수들이 합세해 전력이 크게 보강되었다. 그 결과, 레알 마드리드는 (페르난도 모리엔테스가 1997년에 또 합세하며) 마침내 32년의 기다림 끝에 7번째 유러피언컵을 차지했다: 1998년, 유프 하인케스 감독의 지도 하에 결승전에서 프레드라그 미야토비치의 결승골에 힘입어 유벤투스를 1-0으로 이겼다.

### 은하 군단 (2000–2006)

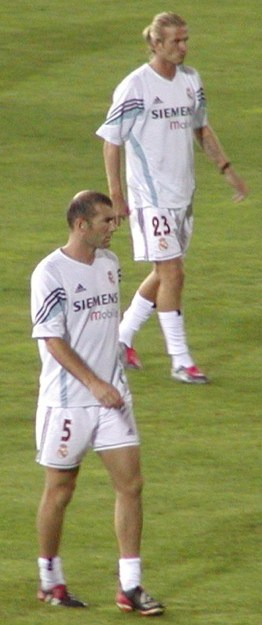
베컴 (23번) 과 지단 (5번) 은 대표적인 '은하 군단'의 일원들이다.

2000년 7월, 플로렌티노 페레스가 구단 회장으로 취임했다. 그는 선거 공약으로 구단의 €270M의 빚을 청산하고 구단의 시설을 현대화 시킬 것을 내걸었다. 그리고, 첫 공약은 페레스가 당선해면서 숙적 바르셀로나로부터 루이스 피구를 영입하게 했다. 이듬해, 구단은 훈련장을 새단장하고 자금을 매 여름마다 세계구급의 거물들을 영입해 '은하 군단'(Galácticos) 을 모집하는데 사용했고, 그렇게 모집된 선수들로는 지네딘 지단, 호나우두, 루이스 피구, 호베르투 카를루스, 라울, 데이비드 베컴, 그리고 파비오 칸나바로가 있었다. 이 도박적인 감행이 값을 했는지 토론의 대상이 되었는데, 2002년에 UEFA 챔피언스리그와 인터콘티넨털컵 우승을 거두고 2003년에 라 리가 우승을 거두었지만, 이어지는 세 시즌 동안 단 한개의 주요 대회 우승컵을 수집하지 못했다.
2002-03 시즌 라 리가 우승을 거둔 후 며칠 뒤 논란이 도마에 올랐다. 페레스의 논란이 될 첫 결정은 선수단을 우승으로 지도했던 비센테 델 보스케를 해임한 것이다. 10여명의 선수들이 구단을 떠났는데, 마드리드 주장이었던 페르난도 이에로도 나갔고, 수비형 미드필더인 클로드 마켈렐레는 급여가 적다는 이유로 훈련 참가를 거부하고 첼시로 떠났다. "참 많은 일이 일어났지만, [선수들이 떠났지만] 바뀌지 않은 것은: 이기는 편은 바뀌지 않습니다." 라고 지단이 말했다. 레알 마드리드는 카를루스 케이로스를 새 감독으로 앉히고, 레알 베티스에게 신승을 거두는 것으로 국내 리그에서 첫 시작을 힘겹게 내딛었다.
2005-06 시즌에는 몇 명의 새 선수들이 들어오는 것으로 시작했다: 줄리우 바프티스타, (€24M) 호비뉴, (€30M) 그리고 세르히오 라모스 (€27M) 가 그들이다. 그러나, 레알 마드리드는 몇 차례 형편 없는 결과를 냈는데, 2005년 11월에는 산티아고 베르나베우 안방에서 숙적 바르셀로나에게 0-3의 치욕적인 완패를 당했다. 당시 지휘봉을 잡은 반데를레이 루솀부르구가 다음 달에 경질되었고, 후안 라몬 로페스 카로가 그의 후임이 되었다. 짧은 상승세는 레알 사라고사와의 코파 델 레이 8강 1차전에서 1-6으로 패하는 것으로 금세 중단되었다. 얼마 지나지 않아, 레알 마드리드는 아스널에게 굴욕패를 당해 UEFA 챔피언스리그에서 4년 연속 탈락의 고배를 마셨다. 2006년 2월 27일, 플로렌티노 페레스 회장이 사임했다.

### 라몬 칼데론 회장의 임기 (2006–2009)

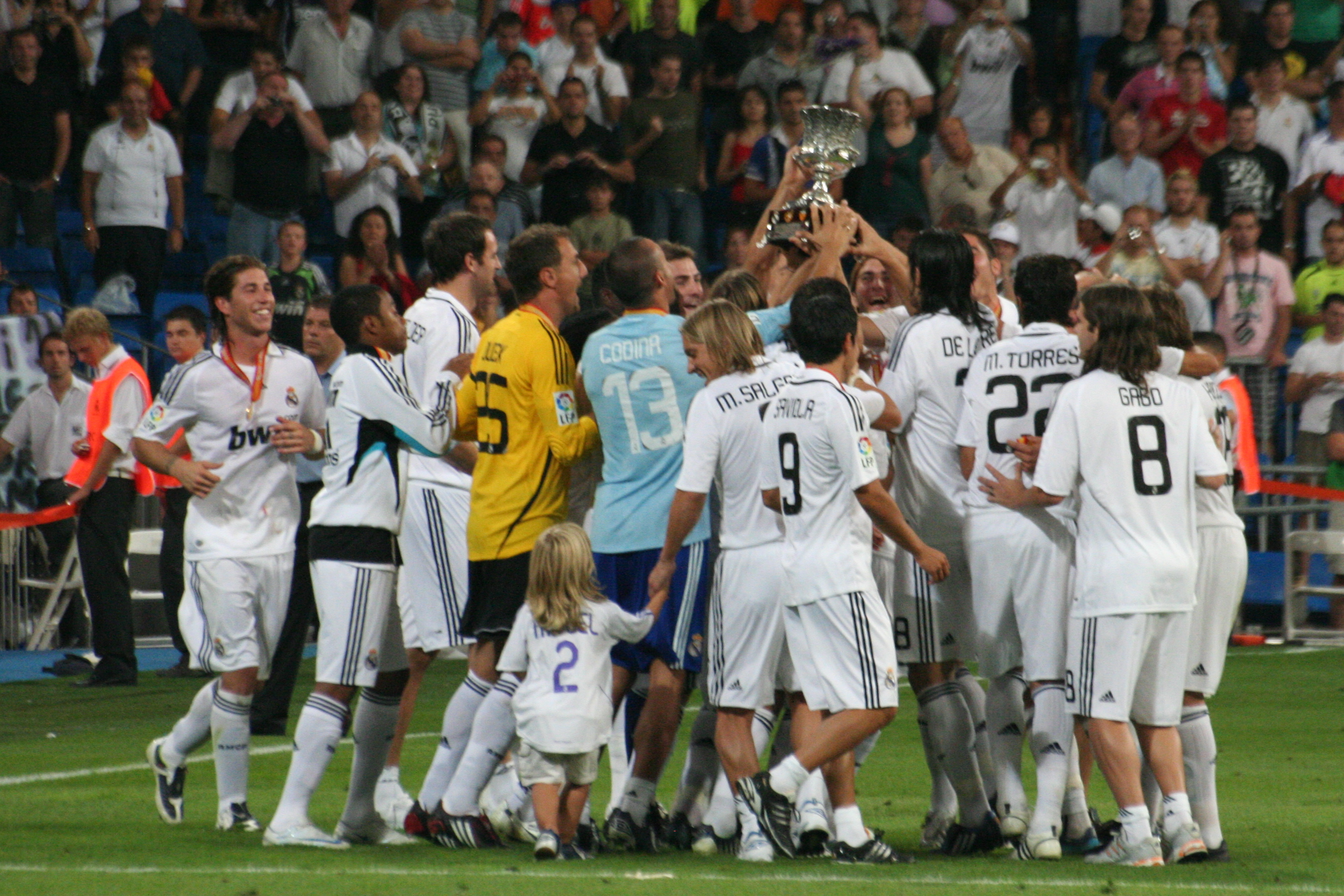
발렌시아에 승리하고 2008년 수페르코파 데 에스파냐 우승을 자축하는 레알 마드리드 선수들

2006년 7월 2일, 라몬 칼데론이 새 회장으로 선임되었고, 파비오 카펠로가 신임 감독으로, 프레드라그 미야토비치가 새 단장이 되었다. 레알 마드리드는 2006-07 시즌에 4년 만에 처음으로 라 리가 우승을 거두었지만, 카펠로 감독은 시즌 후 쫓겨났다. 2007년 6월 9일, 마드리드는 사라고사와 라 로마레다에서 원정 경기를 치렀다. 마드리드가 사라고사에게 1-2로 경기 막판까지 밀린 가운데 바르셀로나가 에스파뇰을 2-1로 앞섰었다. 뤼트 판 니스텔로이의 동점골이 터지고 라울 타무도가 또 역전골을 터뜨리면서 레알 마드리드 쪽으로 리그의 향방이 기울었다.
우승은 6월 17일에 결정되었는데, 마드리드는 마요르카와 베르나베우 안방에서, 다른 리그 우승 경쟁 구단인 바르셀로나와 세비야는 각각 짐나스틱과 비야레알을 상대했고, 전반까지 마드리드는 0-1로 끌려갔지만, 타라고나에서 3-0으로 앞서나갔다. 그러나 막판 30분에 연달아 3골을 넣어 마드리드는 3-1로 이기고 2002-03 시즌 이래 처음으로 리그 우승을 쟁취했다. 동점골은 호세 안토니오 레예스의 발에서 나왔는데, 곤살로 이과인이 잘 넘긴 공으로 골망을 갈랐다. 이후 자책골이 터지고, 레예스가 한 골을 더 터뜨려 마드리드가 우승을 자축할 수 있게 했다. 수천명의 레알 마드리드 지지자들은 우승을 자축하러 시벨레스 광장으로 이동했다.

### 페레스의 두 번째 임기 시작 (2009–2013)

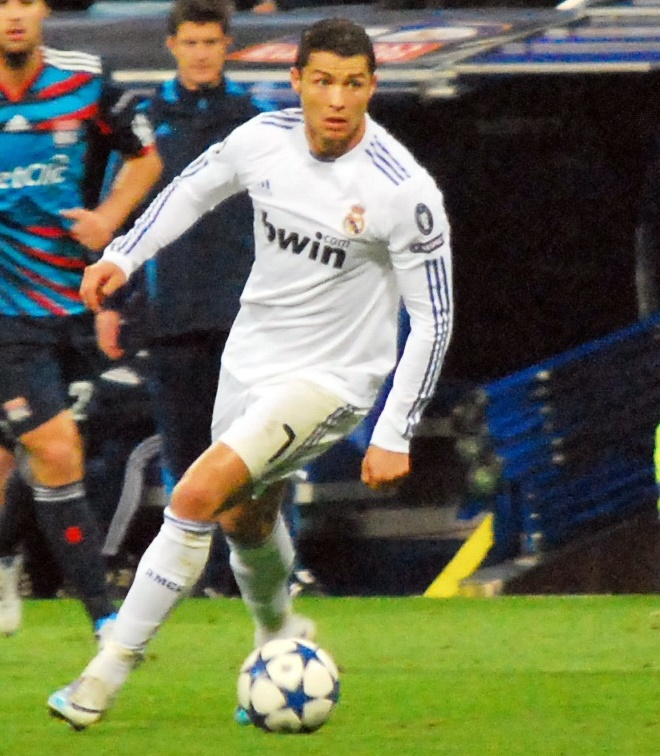
크리스티아누 호날두는 라 리가 한 시즌에 모든 구단을 상대로 최소한 한 골을 기록했다.

2009년 6월 1일, 플로렌티노 페레스가 다시 레알 마드리드의 회장으로 취임했다. 페레스는 첫 번째 임기의 '은하 군단'과 마찬가지로 밀란으로부터 카카를 €70M에 영입해 역대 최고 이적료 기록을 세웠고, 얼마 지나지 않아 맨체스터 유나이티드에서 크리스티아누 호날두를 €94M에 들여와 역대 최고 이적료 기록을 한 번 더 깼다.
2010년 5월, 주제 모리뉴가 지휘봉을 잡았다. 2011년 4월, 사상 첫 엘 클라시코 4연전이 18일 사이에 치르는 것으로 확정되는 기묘한 상황이 발생했다. 첫 경기는 4월 17일 라 리가 경기 (양쪽이 페널티킥을 1골씩 주고받아 1-1로 종료)였고, 그 다음에 코파 델 레이 결승전 (마드리드의 1-0 승리로 종료) 이 그 다음 경기였으며, 그리고 논란을 수반한 4월 27일과 5월 2일자 바르셀로나와의 UEFA 챔피언스리그 준결승 1, 2차전 (합계 1-3으로 패배) 경기가 가장 나중에 치른 경기였다.
2011-12 시즌, 레알 마드리드는 역대 최다인 32번째 라 리가 우승을 거두었는데, 이 과정에서 여러 구단 신기록이 세워졌으며, 이 중 한 시즌 승점 100점 적립의 기록을 세웠고, 121골을 득점했으며, +89의 골득실, 16번의 원정 경기 승리, 그리고 32번의 승리가 이 시즌 동안 세운 기록이다. 같은 시즌, 크리스티아누 호날두는 스페인 리그 역사상 최단기간 100골 적립의 기록을 세웠다. 92경기에서 101골을 기록해, 호날두는 105경기에서 100골을 기록한 레알 마드리드의 거물 푸슈카시 페렌츠의 기록을 넘었다. 호날두는 한 시즌 최다골이라는 개인 기록 (60골) 을 세웠고, 한 시즌에 19개의 구단을 상대로 모두 득점을 올린 최초의 선수로 이름을 올렸다.
레알 마드리드는 2012-13 시즌을 수페르코파 데 에스파냐에서 바르셀로나를 원정 다득점으로 제쳐 우승하는 것으로 시작했지만, 리그를 2위로 마쳤다. 이 시즌에 영입한 주로 선수로는 토트넘 홋스퍼의 모드리치로, 약 €30M에 영입했다. 2012-13년 UEFA 챔피언스리그에서, 레알 마드리드는 도르트문트, 맨체스터 시티, 그리고 아약스와 "죽음의 조"에 들어갔고, 승점 3점을 더 얻은 도르트문트에 이어 조 2위를 차지했다. 결선 토너먼트에서, 레알 마드리드는 맨체스터 유나이티드를 16강전에서, 갈라타사라이를 8강에서 이기고, 3대회 연속 UEFA 챔피언스리그 준결승전에 진출했지만, 또다시 도르트문트에 발목이 잡혔다. 아틀레티코 마드리드와의 2013 코파 델 레이 결승전에서 연장전 접전 끝에 실망스럽게 패하면서, 페레스는 주제 모리뉴 감독이 시즌 말 "상호 합의"에 구단을 떠났다고 발표했다.

### 유럽 정상에 복귀 (2013–현재)

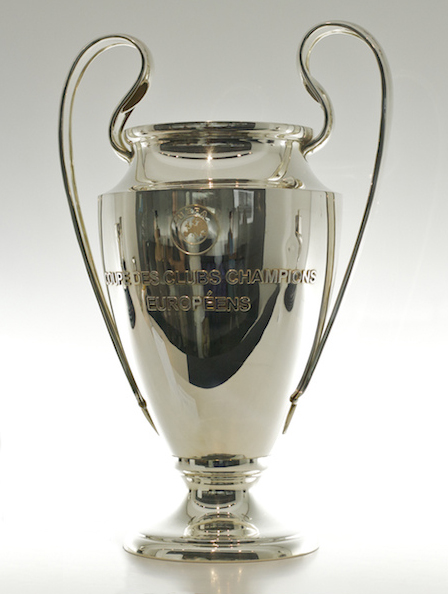
레알 마드리드는 2014 UEFA 챔피언스리그 결승전에서 승리하면서 10번째 유러피언컵 우승을 거두었다.

2013년 6월 25일, 카를로 안첼로티가 3년 계약을 맺고 모리뉴의 후임으로 레알 마드리드 사령탑에 취임했다. 그 다음 날, 그는 마드리드의 기자 회견에 나와 지네딘 지단과 폴 클레멘트가 그의 수석 코치로 보좌할 것임을 발표했다. 2013년 9월 1일, 오랜 기다림 끝에 가레스 베일이 토트넘에서 이적했다. 이 웨일스인의 이적료는 최고 이적료 기록을 경신했는데, €100M 정도로 책정되었다. 안첼로티의 레알 마드리드 첫 임기에는 코파 델 레이를 우승했는데, 베일이 바르셀로나와의 결승전에서 결승골을 넣었다. 5월 24일, 레알 마드리드는 도시의 맞수 아틀레티코 마드리드를 2014 UEFA 챔피언스리그 결승전에서 연장끝에 4-1로 이기고 2002년 이래 처음으로 유럽 정상에 올랐고, 구단은 유러피언컵 / UEFA 챔피언스리그에서 처음으로 "10번째" 우승을 거둔 구단이 되었다.
UEFA 챔피언스리그 2013-14 우승을 거두고, 레알 마드리드는 케일러 나바스 골키퍼, 토니 크로스 미드필더, 그리고 하메스 로드리게스 공격형 미드필더를 영입했다. 구단은 세비야를 상대로 2014년 UEFA 슈퍼컵 우승을 거두었는데, 크리스티아누 호날두의 2골에 힘입어 통산 79번째 공식 우승컵을 차지했다. 2014년 여름 이적 시장 마지막 주에는, 전 시즌에 성공을 가져다 주었던 주축 선수 두명을 매각했는데, 샤비 알론소가 바이에른 뮌헨에, 앙헬 디 마리아가 맨체스터 유나이티드로 떠났고, 후자는 잉글랜드 역대 최고 이적료인 €75M의 기록을 세웠다. 구단의 결정은 논란의 도마에 올랐는데, 크리스티아누 호날두는 "내가 책임을 졌다면, 다른 일을 했을 것이다"라고 말했고, 카를로 안첼로티 감독은 "우리는 무에서 다시 시작해야 한다"라고 인정했다.
2014-15 시즌을 아틀레티코 마드리드와 레알 소시에다드에게 패해 부진하게 시작한 후, 레알 마드리드는 연승 가도를 달렸는데, 이 중에는 바르셀로나전과 리버풀전 승리도 있었고, 종전에 2005-06 시즌 프랑크 레이카르트 감독의 바르셀로나가 세운 스페인 최다 연승 기록인 18연승을 뛰어넘었다. 2014년 12월, 구단은 FIFA 클럽 월드컵 2014 결승전에서 산 로렌소와의 결승전에서 2-0으로 이기고 22연승 기록을 세웠고, 2014년을 4대회 우승으로 끝냈다. 22연승 행진은 2015년 첫 경기인 발렌시아전 패배로 종지부가 찍혔는데, 구단은 역대 최다 연승 기록인 24연승 기록으로부터 2승이 부족했다. 구단은 UEFA 챔피언스리그 (유벤투스와의 준결승전에서 합계 2-3으로 패배) 와 코파 델 레이 (아틀레티코 마드리드에 합계 2-4로 패배) 정상을 방어하는데 실패했고, 라 리가 정상도 차지하지 못했고, (우승한 바르셀로나보다 2점이 모자라 준우승을 차지) 그 결과는 2015년 5월 25일, 안첼로티의 해임으로 이어졌다.
2015년 6월 3일, 라파엘 베니테스가 3년 계약을 맺으며 레알 마드리드 신임 사령탑을 맡았다. 레알 마드리드는 11번째 경기에서 세비야에게 2-3으로 지기 전까지 무패행진을 이어나갔다. 그러나, 그 바로 다음 경기인 바르셀로나와의 엘 클라시코 안방 경기에서 0-4로 대패했다. 마드리드는 카디스와의 코파 델 레이 32강 1차전 원정에서 3-1로 이겼다. 그러나, 징계로 경기 출전 자격이 없는 데니스 체리셰프가 출전하면서 2차전이 취소되었고, 레알 마드리드는 실격 처리되었다. 선수단과 소통이 안되고 정상급을 상대로 호성적을 내느데 실패하여 구단 지지자들의 불만을 낳은 베니테스는 2016년 1월 4일에 경질되었다. 베니테스의 경질 당시, 레알 마드리드는 선두 아틀레티코 마드리드와 승점 4점차였고, 2위이자 숙적인 바르셀로나와는 2점차 (1경기 차도 안되는 격차) 로 3위였다.
2016년 1월 4일 베니테스가 떠나면서 지네딘 지단이 그의 자리를 차지하게 되었다. 지단은 베니테스의 전임이었던 카를로 안첼로티의 수석 코치를 역임했었고, 2014년을 기점으로는 레알 마드리드 카스티야의 감독이었다. 지단 감독이 맡은 마드리드의 첫 경기는 2016년 1월 9일 데포르티보전으로 안방에서 가레스 베일이 해트트릭을 완성해 5-0 승리를 거두었다. 5월 28일, 레알 마드리드는 11번째 UEFA 챔피언스리그 우승을 거두고, 역대 최다 우승 기록을 또다시 경신했으며, 크리스티아누 호날두가 마지막 승부차기 주자로 나서서 아틀레티코 마드리드와의 결승전을 0-0으로 비겼지만 승부차기에서 5-3으로 승리하며 우승을 차지했다.
그 후, 2016-17 시즌에는 라리가 우승을 이루었으며, 2017년 6월 4일(한국시간)에 웨일스 카디프 밀레니엄 스타디움에서 열린 2016~2017 유럽축구연맹(UEFA) 챔피언스리그 결승전 경기에서 유벤투스를 4-1로 격파하여 챔피언스리그 사상 첫 2연패와 동시에 라 두오 데시마를 달성하였다. 이로써 레알 마드리드는 역대 최다 우승팀이자 1992년 현행 UEFA 챔피언스리그 체제가 자리 잡은 이후 최초로 2연패를 이룬 팀이 됐다.
2017-18 시즌에는 3위로 시즌을 마쳤으며 2018년 5월 27일(한국시간)에 우크라이나 키에프 올림피스키 경기장에서 열린 2017-2018 유럽축구연맹(UEFA) 챔피언스리그 결승전 경기에서 베일의 멀티골 벤제마의 결정타 골로 리버풀을 3-1로 이기며 3연패와 동시에 라 데시모떼르세라를 달성했다.
2018-19 시즌에는 호날두가 유벤투스로 이적함에 따라 레알 마드리드 전체가 흔들렸다. 챔피언스리그 패왕으로 여겨지던 과거와 달리 챔피언스리그에서 16강전 원정에서 2-1로 아약스를 이겼음에도 불구하고 홈에서 1-4로 무기력하게 패배하면서 16강 탈락이라는 수모를 겪었다.이는 다음 19-20 시즌 맨체스터 시티와의 챔피언스리그 16강전에서도 홈에서 라모스의 퇴장과 함께 1-2로 패배하였고 원정에서도 1-2, 합계 2-4로 2년 연속 16강 탈락이라는 조롱을 받아야만 했다.
20-21시즌은 조별리그부터 흔들렸다. 홈에서 샤흐타르 도네츠크에게 2-3으로 패배하였고, 묀헨글라드바흐와의 원정 경기 역시 경기 종료 직전에 터진 카제미루의 골로 겨우 2-2로 무승부를 거두었다. 3,4차전의 인터밀란으 경우 각각 3-2, 2-0으로 승리했으나 5차전 샤흐타르 원정경기에서 0-2로 패배하게 되면서 16강 진출에 적신호가 켜졌다. 당시 레알은 마지막 6차전 묀헨글라드바흐와의 홈경기에서 반드시 승리해야만 진출할 수 있었고, 비길 경우에는 같은시간 펼쳐진 인터밀란과 샤흐타르와의 경기에서 반드시 인터밀란이 4골차 미만으로 이겨야 진출이 결정되는 상황이었다. 6차전은 레알이 2-0으로 승리하면서 조 1위로 16강 진출을 확정지었고, 묀헨글라드바흐가 인터밀란과 샤흐타르가 0-0 무승부로 끝나면서 골득실 우위로 조 2위로 16강에 진출했다.
16강에서 아탈란타를 합계 4-1(1차전 1-0, 2차전 3-1), 8강에서 리버풀을 3-1(1차전 3-1, 2차전 0-0)로 격파하였으나 4강 첼시에서 합계 1-3(1차전 1-1, 2차전 0-2)로 패배하여 결승진출이 좌절되었고, 이 과정에서 에당 아자르의 행동이 논란이 되기도 하였다.

## 엠블럼과 유니폼

### 엠블럼

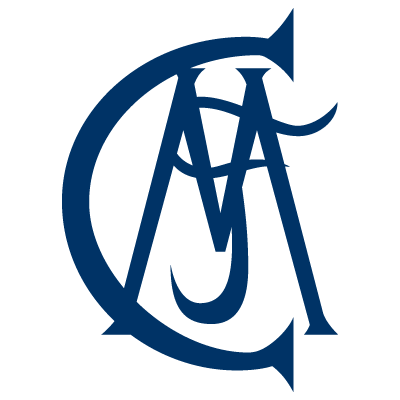
1902
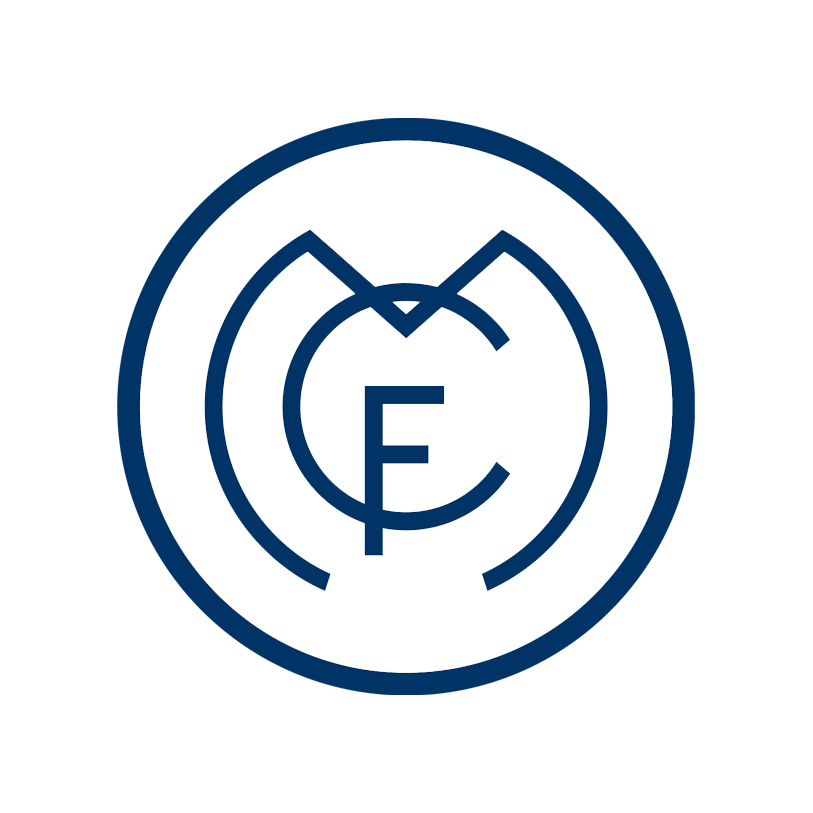
1908
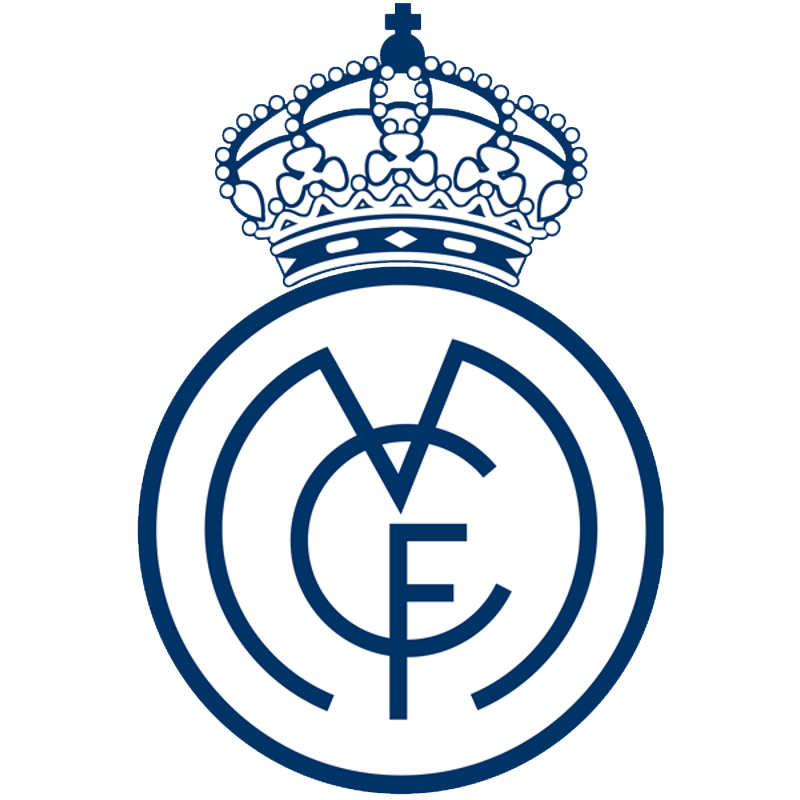
1920
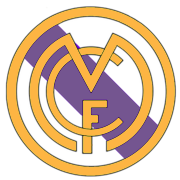
1931

첫 엠블럼은 단순히 마드리드 축구단 (Madrid Club de Fútbol)의 첫자 3개인 "MCF"를 겹쳐 장식한 것으로, 흰 유니폼에 암청색으로 새겨졌다. 엠블럼은 1908년에 처음으로 변경되었는데, 이 세 자가 원 안에 맞추어 쓰여졌다. 엠블럼이 또다시 변경된 것은 1920년, 페드로 파라헤스의 회장 임기에 있던 일이었다. 당시 알폰소 13세는 구단에게 "왕립"의 명칭을 하사해 "왕립 마드리드"(Real Madrid, 레알 마드리드) 로 구단 명칭이 변경되었다. 그에 따라 엠블럼에 알폰소의 왕관이 추가되었고, 구단도 "레알 마드리드 축구단"(Real Madrid Club de Fútbol)이 되었다.
1931년 왕실의 해체로, 왕실의 상징 (엠블럼의 왕관과 왕립의 명칭) 은 모두 제거되었다. 왕관은 카스티야의 상징인 짙은 상실색 (桑實色) 띠로 변경되었다. 1941년, 내전이 끝난 지 2년 후, "왕관" (Real Corona) 이 엠블럼에 다시 추가되었지만, 카스티야의 상실색 띠는 계속해서 사용되었다. 더 나아가서, 엠블럼은 처음으로 다양한 색상으로 나왔는데, 금색이 가장 자주 사용되었고, 구단 명칭은 다시 레알 마드리드 축구단으로 환원되었다. 가장 최근에 엠블럼이 변경된 것은 2001년 때의 일로 구단은 21세기에 대응하고 엠블럼을 현대화했다. 가장 최근에 나타난 변경은 상실색 띠가 청색에 가깝게 변한 것이었다.

## 구장
경기장을 수 차례 옮긴 후, 1912년에 오도넬의 구장에 입주해 이 곳을 11년간 홈구장으로 썼다. 그 이후, 구단은 1년간 8,000명을 수용 가능한 작은 구장인 선형 도시의 구장으로 이주했다. 그 후, 레알 마드리드는 1923년 5월 17일 뉴캐슬 유나이티드전을 기점으로 차마르틴 경기장을 안방 구장으로 사용하기 시작했다. 이 경기장은 22,500명을 수용했으며, 레알 마드리드는 이 곳에서 첫 리그 우승을 자축했다. 몇 차례의 우승을 거둔 후인 1943년, 산티아고 베르나베우 회장이 취임하면서, 차마르틴 경기장이 구단의 야망을 채우기에 불충분하다고 생각했고, 따라서 신구장이 건설되어 1947년 12월 14일에 개장했다. 이 경기장은 오늘날 산티아고 베르나베우로 알려진 경기장으로, 현 명칭은 1955년 이전까지 사용되지 않았다. 베르나베우에서의 첫 경기는 레알 마드리드와 포르투갈의 벨레넨스스와의 경기로, 사비노 바리나가의 선제골에 힘입어 '하얀 군단'(Los Blancos)이 3-1로 이겼다.
경기장의 수용 인원은 자주 변경되었는데, 1953년 확장 이후에는 120,000명을 수용하기도 했다. 이후, 수 차례 현대화 과정에서 수용 인원이 감소했고, (마지막 입석 관중석은 1998-99 시즌에 UEFA 규정에서 유럽대항전 입석을 불허하면서 제거되었다.) 확장으로 약간 증가하기도 했다. 최근의 관중석 수 변경으로 5,000석가량 확장해 2011년부터 85,454명을 수용 가능하게 되었다. 개폐 가능한 지붕의 설치가 발표되기도 했다. 레알 마드리드의 평균 관중은 유럽 4위를 기록하며, 도르트문트, 바르셀로나, 그리고 맨체스터 유나이티드만이 이 부문에서 레알 마드리드보다 높게 기록되었다.
베르나베우는 1964년 유럽 네이션스컵 결승전, 1982년 FIFA 월드컵 결승전, 1957년, 1969년, 그리고 1980년, 그리고 2010년 유러피언컵 결승전을 주최하기도 했다. 경기장 명칭은 마드리드 지하철 역명으로도 사용되는데, 인근에 위치한 10호선 역명은 '산티아고 베르나베우'이다. 2007년 11월 14일, 베르나베우는 UEFA로부터 최고 등급 경기장 규정에 맞게 시설을 단장했다.
2006년 5월 9일, 레알 마드리드 선수들이 주로 훈련하는 에스타디오 알프레도 디 스테파노가 마드리드 시에 개장했다. 이 곳의 첫 경기는 레알 마드리드와 랭스와의 경기로 1956 유러피언컵 결승전의 재경기였다. 레알 마드리드는 세르히오 라모스와 호세 마누엘 후라도가 한 골 씩, 안토니오 카사노와 로베르토 솔다도가 두 골 씩 터뜨려 6-1로 이겼고, 구단의 새 훈련 구장은 레알 마드리드의 도시의 일부이며, 마드리드 외곽의 발데베바스에 위치한다. 경기장은 레알 마드리드의 위대했던 전 선수 알프레도 디 스테파노의 이름을 땄다.

## 기록 및 통계

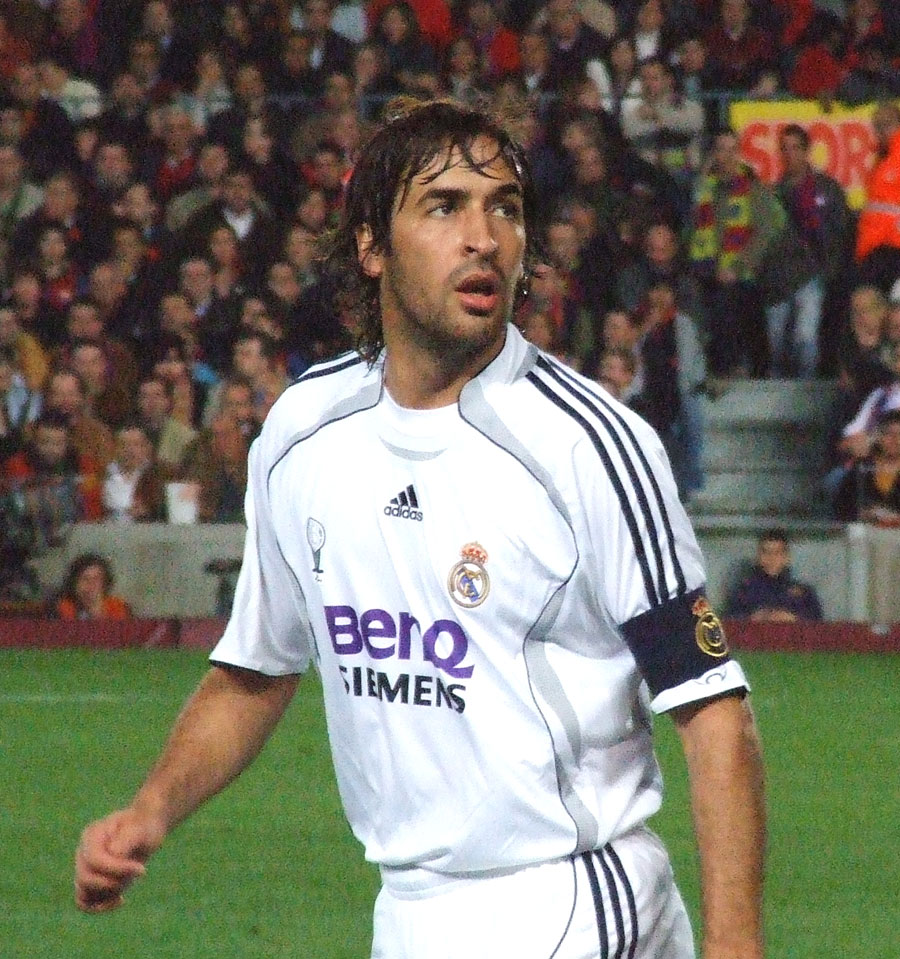
라울은 레알 마드리드의 역대 최다 출전 선수이다.

라울은 레알 마드리드 최다 출전 기록을 지니고 있는데, 1994년부터 2010년까지의 741차례 1군 경기에 출전했다. 그 다음으로 많은 출전 기록을 지닌 선수는 이케르 카시야스로, 725번 경기에 나섰고, 마누엘 산치스 2세가 711번 출전해 최다 출전 3위에 올랐다. 최다 경기에 출전한 골키퍼는 이케르 카시야스로 725번 경기에 출전했다. 166번의 국가대표팀 경기 (구단에 있을 때에 162번) 에 출전해, 그는 국가대표팀 경기에 가장 많이 출전한 골키퍼로, 127번 (구단에 있을 때에 47번) 포르투갈 대표로 출전한 루이스 피구가 국가대표팀 경기에 가장 많이 출전한 외국인 선수이다.

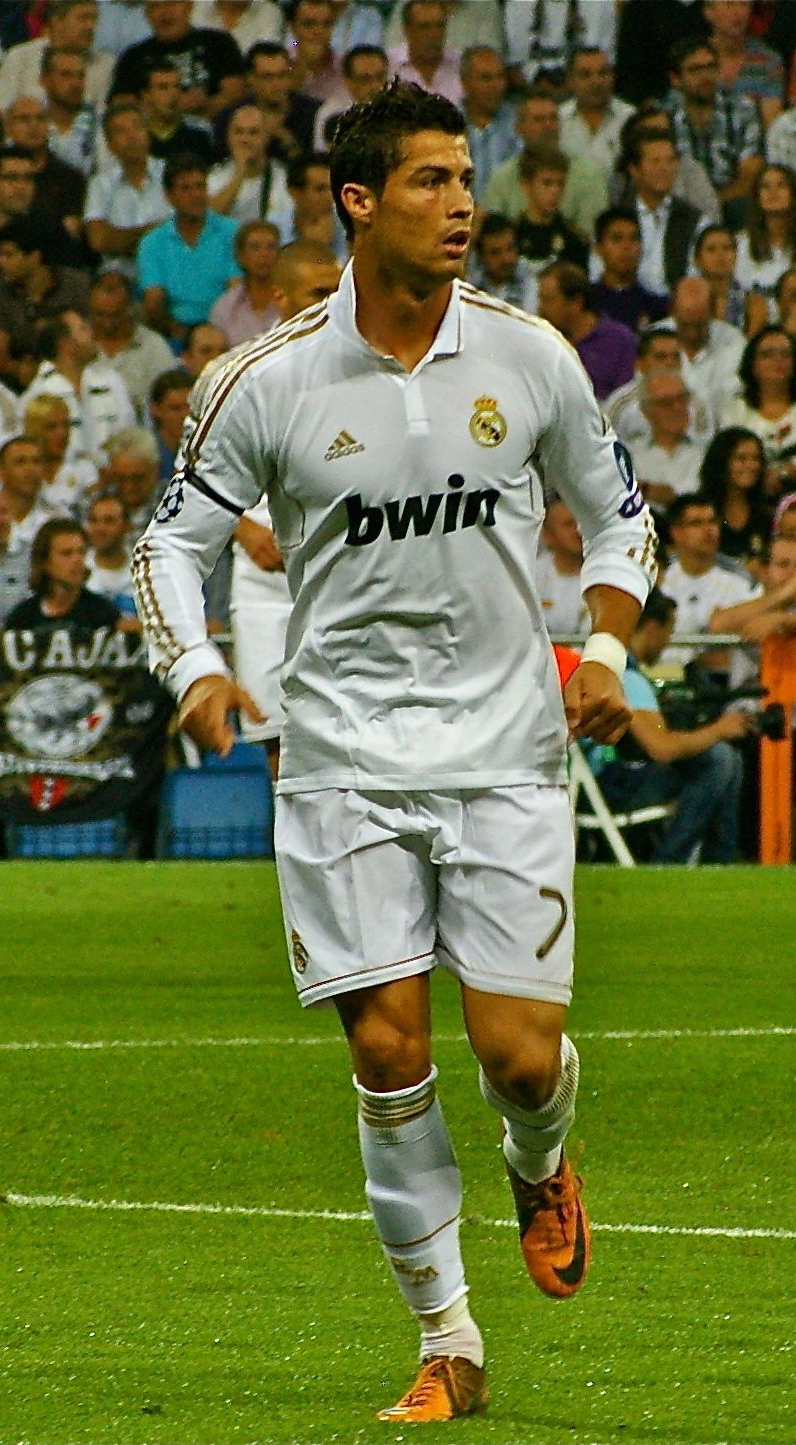
크리스티아누 호날두는 레알 마드리드의 역대 최다 득점자이다.

크리스티아누 호날두는 449골을 기록한 레알 마드리드의 역대 최다 득점자이다. 그 말고도 5명의 선수가 레알 마드리드 소속으로 200골 이상 기록했다. 알프레도 디 스테파노, (1953-1964) 산티야나, (1971-1988) 푸슈카시 페렌츠, (1958-1966) 우고 산체스, (1985-1992) 그리고 전 역대 최다 득점 기록 보유자 라울 (1994-2010)이다. 크리스티아누 호날두는 단일 시즌 역대 최다 리그 득점 (2014-15 시즌 48골) 기록도 지니고 있으며, 레알 마드리드의 256골로 라 리가 역대 최다 득점자이다. 디 스테파노는 58경기에 29골을 기록해 유러피언컵 역대 최다 득점 기록을 세웠고, 이는 2005년에 라울이 경신했으며, 현재 기록은 93골을 넣은 크리스티아누 호날두가 가지고 있다. 구단 역대 최단 시간 득점 기록은 2003년 12월 3일, 아틀레티코 마드리드와의 경기에서 15초에 득점한 브라질의 호나우두가 가지고 있다.

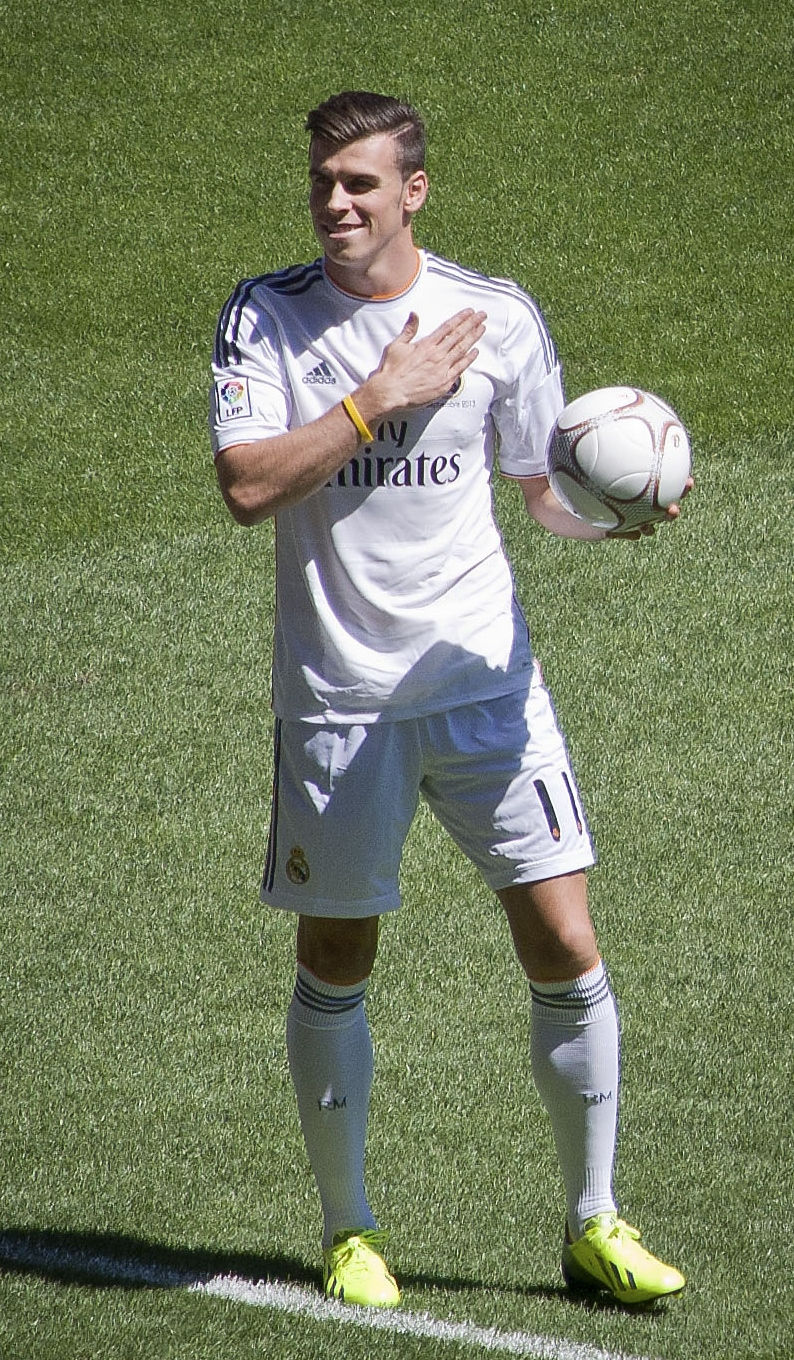
가레스 베일은 2013년에 레알 마드리드로 역대 최고 이적료인 €100M에 입단했다.

공식적으로 레알 마드리드가 최다 안방 관중을 기록한 경기는 2006년 코파 델 레이 경기에서 기록한 83,329명이었다. 현재 산티아고 베르나베우의 공식 수용 인원은 80,354명이다. 구단의 2007-08 시즌 평균 관중은 76,234명으로, 유럽 리그 최다를 기록했다. 레알 마드리드는 스페인 축구의 여러 기록을 보유하고 있는데 우선 최다 국내 리그 우승 (32회, 2015-16 시즌 기준으로) 을 거두었고, 최다 연속 우승, (5회, 1960-61 시즌부터 1964-65 시즌까지, 1985-86 시즌부터 1989-90 시즌까지) 기록을 지닌다. 121경기로 (1957년 2월 17일부터 1965년 3월 7일까지) 구단은 라 리가 역대 최장 기간 무패 기록을 지니고도 있다.
구단은 유러피언컵 / UEFA 챔피언스리그에서 역대 최다인 11회 우승을 거두었고, 27회 준결승전에 올라 최다 준결승 출전 기록도 지니고 있다. 2016년 4월을 기점으로 크리스티아누 호날두는 93골로 UEFA 챔피언스리그 역대 최다 득점자이며, 이 중 78골을 레알 마드리드에서 득점했다. 레알 마드리드는 유러피언컵 최다 연속 참가 기록도 지니며, 1996-97 시즌부터 2016-17 시즌까지 20회 연속 진출했다. 경기장 내에서 세운 기록으로는 2014-15 시즌 22경기 연승 기록이 있으며, 이는 스페인 국내 기록이다. 같은 시즌, UEFA 챔피언스리그에서 10연승으로 대회 최다 연승 기록과 동률을 이루었다.
2009년 6월 구단은 맨체스터 유나이티드로부터 €94M (£80M, $131.5M에 동등한 수치) 에 크리스티아누 호날두를 영입해 축구 역사상 최고 이적료를 경신했다. 이 이적료로 지네딘 지단이 2001년에 유벤투스에서 레알 마드리드로 이적할 때 든 비용을 넘어섰다. 지단의 기록은 2009년 6월에 앞서 카카가 밀란에서 며칠 전에 레알 마드리드로 입단하며 경신되었다. 2013년 가레스 베일이 토트넘 홋스퍼에서 이적한데 든 비용은 역대 최다이며, 이적료는 약 €100M으로 책정되었다. 2016년 1월, 베일의 이적과 관련된 내용이 담긴 문서가 유출되면서 역대 최고 이적료인 €100.8M인 것이 확인되었다. 구단의 역대 최다 방출 이적료는 앙헬 디 마리아를 2014년 8월 26일에 맨체스터 유나이티드로 보내면서 기록한 €75M이었다.

## 지지
대부분의 안방 경기에서는 대체로 시즌권 소유자들이 자리를 채우며, 이들은 연간 평균 68,670명이다. 시즌권을 가지려면 '회원'(socio) 혹은 구단의 일원이 돼야 한다. 구단의 일원 외에도, 구단은 1,800개의 공식 구단 연계 지지 단체(peñas) 가 스페인 국내외에 존재한다. 레알 마드리드는 스페인 축구에서 평균적으로 두 번째로 관중이 많으며, 평균적으로 74,000명이 산티아고 베르나베우의 경기를 관전한다. 2004-05 시즌 기준으로 두 번째로 많은 지지를 받는 구단이며, 평균적으로 71,900명이 입장했다. 레알 마드리드는 전 세계적으로 가장 많은 지지를 받는 구단들 중 하나로, 2015년 11월 기준 8500만명의 페이스북 지지자들로 바르셀로나에 이어 두 번째로 큰 사회 매체 추종자들을 지니고 있다.
레알 마드리드의 골수 지지자들은 '극남'(Ultra Sur)이며, 줄여서 극단(Ultras) 으로도 불린다. 이들은 우익 정치 성향으로 알려져 있으며, 바르셀로나의 골수 지지자들인 미친 소년단 (Boixos Nois) 과 유사하다. 극남은 다른 우익 단체와 연합 관계를 맺고 있는데, 라치오의 '불멸'(Irriducibili) 이 대표적이며, 좌익 단체와 연합하기도 했다. 몇 차례 이들은 선수들에게 인종차별적인 언행으로 UEFA의 수사 대상이 되기도 했다. 플로렌티노 페레스는 이 문제에 직접 입을 열어 베르나베우에서 극단을 추방할 것을 약속했고, 이들이 차지하던 자리를 일반인들에게 건냈다. 이 결정은 베르나베우의 골수 분자들이 경기의 역동적인 환경에 영향을 미칠 것이라며 논란을 야기했다. 그 후로, 극단은 베르나베우 밖에서 농성을 벌여 경기장에 다시 입장할 권리를 주장했다.

## 경쟁 구도

### 엘 클라시코

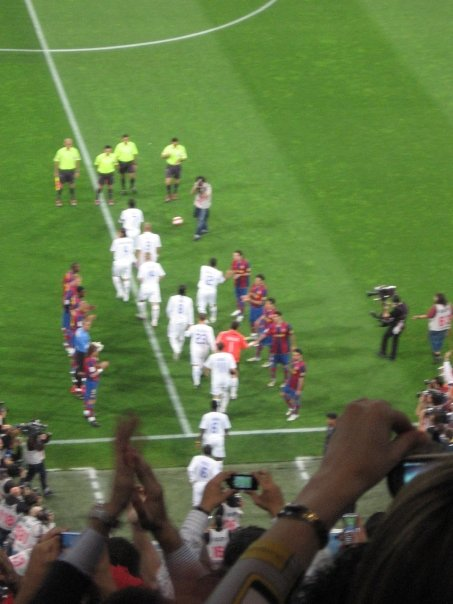
라 리가 우승을 확정지은 레알 마드리드 선수들을 2열로 도열해 박수치며 환영하는 바르셀로나 선수들

국내 리그의 양대 강자 간의 격렬한 경쟁 구도가 존재하는데, 특히 라 리가에서 벌어지는 레알 마드리드와 바르셀로나 간의 경기는 "엘 클라시코"(El Clásico) 로 불린다. 국내 대회 초창기부터, 이 두 구단은 스페인에서 경쟁 관계에 있는 카스티야와 카탈루냐 지역은 물론 두 도시를 대표했다. 이 경쟁 구도는 카스티야인과 카탈루냐인 사이 정치와 문화적인 충돌의 상징으로 보이는데, 한 저자에 따르면 스페인 내전의 재현으로 묘사되었다. 레알 마드리드와 바르셀로나 간 역대 맞대결에서 마드리드가 81번, 바르셀로나가 76번 이겼고, 39번은 서로 비겼다.
프리모 데 리베라와 특히 프란시스코 프랑코 (1939-1975)의 독재 당시, 모든 지역 문화가 금지되었다. 스페인 영토 내에 사용된 언어는 스페인어 (카스티야어) 밖에 없었고, 나머지는 모두 금지되었다. 카탈루냐인들의 자유에 대한 욕망을 상징하는 바르셀로나는 "클럽 그 이상"("Més que un club")이라는 카탈루냐어 슬로건을 걸었다. 마누엘 바스케스 몬탈반의 말에 따르면, 카탈루냐인이 정체를 나타내는 최선의 방법은 바르셀로나에 합류하는 것이었다. 그것은 비밀리에 반프랑코 정책에 활동하는 것보다 덜 위험했으며, 반체제 의사를 드러낼 수 있었기 때문이다. 그러나, 프랑코의 체제에서 '파랑 클라르 군단'(Blaugrana)은 구단 수뇌부가 독재자와 좋은 관계를 맺어 이익을 보았고, 심지어 그들은 상을 두 차례 받기도 했다.
반면, 레알 마드리드는 자주의 억압적인 중앙집권적이며 파쇼 체제적인 수뇌부를 지닌 것으로 널리 보였고, 레알 마드리드 구장에 자신의 이름을 붙인 산티아고 베르나베우 전 구단 회장은 스페인 내전에서 국민당 측에 참전했었다. 그러나, 전쟁 도중 양 구단의 일원이었던 조세프 수뇰과 라파엘 산체스 게라는 프랑코주의자들의 박해를 받았었다.
1950년대에 들어 알프레도 디 스테파노의 이적을 놓고 논란이 벌어진 후, 레알 마드리드가 그의 영입으로 성공을 거두면서 적대 관계는 악화되었다. 1960년대에 적대 관계는 유럽대항전으로도 확대 되어 유러피언컵 토너먼트전에서 두 차례 만났 2002년, 유럽대항전에서 양 구단의 맞대결이 성사되자, 스페인 언론들은 "세기의 경기"가 성사되었다고 보도했고, 마드리드의 승리를 5억명 이상이 목격했다. 이후 클럽 월드컵을 들먹이며 바르셀로나에게 파시요를 해주지 않는 비겁함도 동시에 보여주었다.

### 마드리드 더비

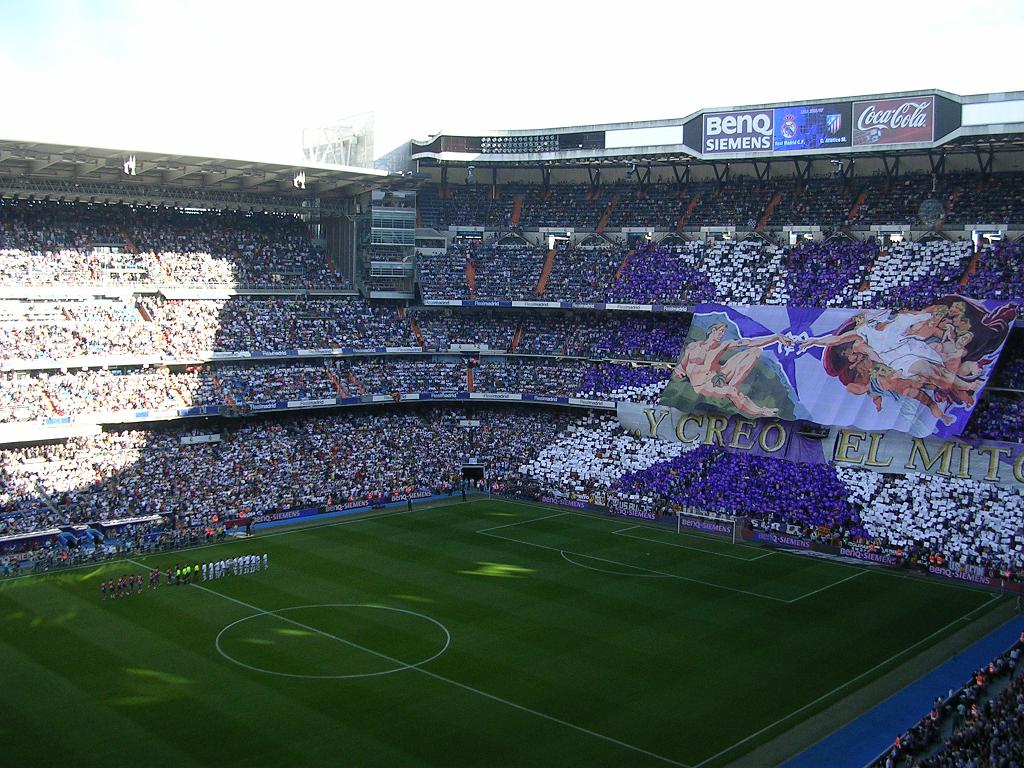
2006년 산티아고 베르나베우에서 벌어진 마드리드 더비에서 현수막을 펼친 레알 마드리드 지지자들

구단은 이웃하는 아틀레티코 마드리드와 지지자들 사이에 경쟁 관계를 갖고 있다. 비록 아틀레티코는 본래 1903년에 바스크계 학생들이 창단했지만, 마드리드 축구단에서 빠져나온 일원들이 1904년에 합류했다. 양 구단간의 관계는 아틀레티코가 스페인 공군 축구단과 합치면서 (그에 따라 아틀레티코 항공대 (Atlético Aviación) 로 개칭되었다) 고조되었고, 1940년대에는 레알 마드리드가 1950년대에 유럽 무대에서 성공을 거두기 전까지 반프랑코 주의자들의 지지를 받았다. 더 나아가서, 마드리드 지지자들은 중상류층 지지자들이 주류를 차지했고, 아틀레티코 지지자들은 노동자 계층이 주로 지지했다. 그러나, 오늘날에는 이 특징이 크게 퇴색되었다. 양 구단은 1929년 2월 21일에 처음 맞대결을 펼쳤는데, 차마르틴에서 벌어진 초대 리그 시즌의 3차전 경기에서 서로간의 경기를 처음 치렀다. 새 대회에서 벌인 첫 더비전에서, 레알 마드리드가 2-1로 이겼다.
경쟁 구도는 1959년, 유러피언컵 준결승전에서 맞대결을 벌이면서 국제적 관심사를 불러모았다. 1차전에서는 레알 마드리드가 베르나베우에서 2-1로 이겼고, 2차전은 아틀레티코가 시립 경기장(Metropolitano)에서 1-0으로 이겼다. 두 구단 간에 동률이 이루어지면서 재경기가 펼쳐졌고, 레알 마드리드가 여기에서 2-1 승리를 거두었다. 그러나, 아틀레티코는 레알 마드리드의 호세 비야롱가 전 감독을 뺏어서 1960년과 1961년에 대장군컵에서 두 시즌 연속으로 이웃을 꺾으면서 어느 정도 복수했다.
1961년과 1989년 사이 레알 마드리드가 라 리가를 지배했는데, 이들의 대항마는 아틀레티코 마드리드가 유일했고, 이들은 1966년, 1970년, 1973년, 그리고 1977년 리그 우승을 가져갔다. 1965년, 아틀레티코 마드리드는 8년만에 베르나베우에서 레알 마드리드를 격파한 최초의 구단이 되었다. 레알 마드리드의 대 아틀레티코 마드리드 최근 전적은 매우 좋다. 절정은 2002-03 시즌이었는데, 레알 마드리드는 비센테 칼데론 원정에서 아틀레티코 마드리드를 4-0으로 이기고 라 리가 우승을 차지했다. 아틀레티코 마드리드가 1999년 이래 처음으로 이웃을 이긴 사례는 2013년 5월 코파 델 레이 경기가 최초였다. 2013-14 시즌, 레알과 아틀레티코의 두 마드리드 연고 구단이 UEFA 챔피언스리그 결승전에 나란히 진출하면서, 대회 역사상 최초로 같은 도시의 두 구단 간의 맞대결이 확정되었다. 레알 마드리드는 연장 끝에 4-1로 이기고 우승을 거두었다. 2015년 2월 7일, 레알 마드리드는 14년만에 비센테 칼데론에서 패배를 당했는데, 무려 0-4 대패를 당했다. 2016년 5월 28일, 레알과 아틀레티코 마드리드는 밀라노에서 열린 UEFA 챔피언스리그 결승전에서 또다시 만났고, 두 구단간의 맞대결은 레알 마드리드가 승부차기 끝에 이기는 것으로 끝났다.

### 유럽 무대 경쟁 구도
레알 마드리드와 바이에른 뮌헨은 모두 UEFA 챔피언스리그 / 유러피언컵 역사상 성공적인 구단으로 손꼽히며, 마드리드는 13번 바이에른은 5번 정상을 차지했다. 레알 마드리드와 바이에른 간의 맞대결은 UEFA 챔피언스리그 역사상 가장 많은 맞대결을 펼친 경기로, 18번의 대결이 있었으며, 유러피언컵 시절까지 합치면, 24경기이다. 레알 마드리드가 안방에서 당한 UEFA 챔피언스리그 최대의 패배는 바이에른에게 2000년 2월 29일에 당한 2-4 패배였다. 레알 마드리드는 바이에른을 "검은 야수"(Bestia negra) 라고 지칭하기도 한다. 양 구단은 2011-12년 UEFA 챔피언스리그 준결승전에 만나 합계 3-3으로 비겨, 연장전과 승부차기까지 치렀다. 바이에른이 승부차기에서 3-1로 이기면서 UEFA 챔피언스리그 출범 이후 안방에서 결승전을 치르는 최초의 구단이 되었다. 양 구단은 2013-14년 UEFA 챔피언스리그에서도 2012년처럼 준결승전에 재회했고, 레알 마드리드가 합계 5-0 승리를 거두었다. 이후 2016-2017 시즌에 챔피언스리그 8강에서 만나 호날두가 무려 5골을 넣으며 합계 6-3으로 4강에 진출했다

## 소유
레알 마드리드는 플로렌티노 페레스의 첫 회장 임기 (2000-2006) 에 세계에서 가장 부유한 프로 축구 구단이 될 야망을 드러냈다. 구단은 훈련 구장 일부를 마드리드 시에 2001년 매각했고, 나머지도 렙솔 YPF, 마드리드 차량공제 조합, 사시르 바예에르모소, 그리고 OHL 4개의 법인에 매각했다. 이 매각을 통해 구단의 빚을 청산하였고, 지네딘 지단, 루이스 피구, 호나우두, 그리고 데이비드 베컴과 같은 세계 최고액의 선수들을 영입할 길을 갈고닦았다. 시에서는 앞서 훈련 구장을 개발하기 위해 구역을 재구성했는데, 이로써 구단 가치가 향상되어, 부지를 다시 매입했다. 유럽 위원회에서는 시가 부지를 매입하기 위해 과도한 예산을 썼는지 국가 보조금을 고려했는지를 초점에 두고 수사를 추진했다.
훈련장의 매각을 사무실 재건축을 위해 매각하면서 레알 마드리드는 €270M의 부채를 청산하고 구단에 거물을 데려오는데 거액을 쓰는 일을 추진할 수 있게 되었다. 더 나아가서 매각으로 벌어들인 금액은 최첨단 훈련 시설을 시외곽에 짓는데 사용되었다. 비록 페레스의 정책은 상업적으로 전세계, 특히 아시아의 높은 상업 가치 잠재력을 이용해 매출액이 증가하는 성공을 거두었지만, 레알 마드리드 상표 자체의 상업에 너무 치중되어 선수단의 성적에 악영향을 끼쳤다는 비난의 목소리가 커졌다.
2007년 9월, 레알 마드리드는 BBDO에 의해 유럽 최고 가치의 축구 상표로 평가되었다. 2008년에는 €951M (£640M / $1.285B에 상응하는 가치)의 자산으로 두 번째로 가치 있는 축구 구단으로 평가되었으며, 맨체스터 유나이티드만이 €1.333B (£900M)으로 더 높은 가치의 평가를 받았다. 2010년, 레알 마드리드는 전 세계에서 가장 큰 흑자를 기록한 축구 구단이었다. 2009년 9월, 레알 마드리드 수뇌부는 2013년에 구단을 주제로 하는 테마 공원을 조성할 계획을 밝혔다.
하버드 대학교의 조사에 따르면, 레알 마드리드가 "20가지 가장 중요한 상표들 중 하나이며, 행정진과 선수진이 잘 알려진 유일한 존재이다. 우리는 세계의 구단에 대한 지지를 반영해 놀라운 수치를 밝혀냈다. 전 세계에는 레알 마드리드를 추종하는 사람들이 2억 8700만여명이나 된다"라는 결론을 내렸다. 2010년 《포브스》지는 레알 마드리드의 2008-09 시즌 수치를 토대로 자산을 €992M ($1.323B) 로 평가해, 맨체스터 유나이티드에 이어 2위의 가치를 평가받았다. 딜로이트에 따르면, 레알 마드리드의 매출액이 같은 시기에 €401M으로 기록되어, 이 부문에서 최고를 기록했다.
바르셀로나, 아틀레틱 빌바오, 그리고 오사수나와 함께, 레알 마드리드는 등록 협회로 조직되어 있다. 그에 따라 레알 마드리드는 지지자들이 소유하며 구단 회장을 선출한다. 구단 회장은 자신의 자산을 구단에 투자할 수 없고, 구단은 매출액만 소비할 수 있는데, 이는 상품 판매, 텔레비전 중계권료, 그리고 입장권 판매로 충당한다. 유한회사와 대조되게, 구단의 지분을 매입하는 것은 불가능하고, 회원 등록만 가능하다. 레알 마드리드의 일원, 혹은 '회원들'(socios)은 구단 대표자가 되어 구단의 행정을 담당한다. 2010년을 기준으로 구단에 60,000명의 회원이 등록했다. 2009-10 시즌 말, 구단 수뇌부는 레알 마드리드의 총 부채액을 €244.6M로 발표해 전년에 비해 €82.1M이 줄었다고 발표했다. 레알 마드리드는 2010-11 시즌 후, 부채가 €170M으로 줄어들었다고 발표했다. 2007년부터 2011년까지, 구단은 총 €190M의 순이익을 냈다.
2009-10 시즌 동안, 레알 마드리드는 €150M을 입장권 판매로 벌어들였는데, 이는 축구 1부 리그 전체에서 최고치이다. 구단은 시즌 최다 유니폼 판매 건수도 기록했는데, 약 150만건이다. 2010-11 시즌, 급여 지출액은 합해서 €169M으로, 바르셀로나에 이어 유럽 2위를 기록했다. 그러나, 급여 대비 전환율은 유럽 최고인 43%로, 46%와 50%를 기록한 맨체스터 유나이티드와 아스널보다 앞섰다. 2013년, 《포브스》지는 구단 자산을 33억 달러로 평가해 최고 가치의 구단으로 올려놓았다.

## 대중 문화
레알 마드리드는 축구 영화 《골!》 시리즈 3부작의 2편인 《골 2: 꿈을 향해 뛰어라》(2007)의 소재가 된 구단이었다. 이 영화에서 전 뉴캐슬 유나이티드의 선수였던 산티아고 무녜스가 스카우터에게 처음 눈에 띄어 2005-06 시즌에 레알 마드리드에 입단했다. 영화 제작진들은 무녜스의 삶이 마드리드 이적 후 어떻게 바뀌었는지에 초점을 맞추었다. 영화 제작은 UEFA의 전격 지원으로 제작되었고, 영화 제작진들은 다수의 레알 마드리드 선수들을 깜짝 등장시켰다. 이 영화에 등장한 레알 마드리드의 선수단원들로는 이케르 카시야스, 지네딘 지단, 데이비드 베컴, 호나우두, 호베르투 카를루스, 라울, 세르히오 라모스, 호비뉴, 마이클 오언, 미첼 살가도, 줄리우 바프티스타, 스티브 맥매너먼, 그리고 이반 엘게라가 있었다. 레알 마드리드 소속이 아닌 선수들도 깜짝 등장했는데, 호나우지뉴, 티에리 앙리, 리오넬 메시, 사뮈엘 에토, 안드레스 이니에스타, 파블로 아이마르, 프레드리크 융베리, 세스크 파브레가스, 그리고 산티아고 카니사레스가 나왔다. 영화에서, 플로렌티노 페레스와 알프레도 디 스테파노가 구단에 합류한 가상의 선수인 무녜스의 입단식에 등장했다.
《레알》은 2005년에 개봉한 소설과 다큐멘터리가 절반씩 결합된 형식의 영화로, 레알 마드리드에 대한 전세계적 열망을 담았다. 구단이 제작에 참여했고, 보르하 만소가 메가폰을 잡았는데, 전 세계 5명의 지지자들의 뒷이야기를 중심으로 전개되며 그들의 레알 마드리드에 대한 애정을 담는다. 영화의 소설적인 부문에서, 레알 마드리드의 도시에서의 훈련, 경기, 인터뷰 등의 선수단의 실제 영상도 포함하고 있다. 비록 영화는 선수단 전체를 언급하지만, 주로 '은하 군단'의 일원들인 데이비드 베컴, 지네딘 지단, 라울, 루이스 피구, 호나우두, 이케르 카시야스, 그리고 호베르투 카를루스를 초점으로 맞추었다. 영화는 본래 스페인어로 되어 있지만, 세계 각지에서 현지의 언어로 더빙되었다.
《하얀 폭풍: 레알 마드리드의 100년》은 필 볼에 의해 레알 마드리드의 역사가 영어로 처음 발간되었다. 2002년에 출판되었으며, 책에는 구단의 처음 100년간의 가장 성공적인 순간들을 내용으로 담으며, 다양한 언어로 번역되었다. 2011년 말, 레알 마드리드는 구단의 공식곡인 "레알 마드리드 찬가"(Himno del Real Madrid)를 편곡해 전자 음반 《Legends》를 발매했으며, 음반의 첫 단곡 발매이다.

### 레알 마드리드 TV
레알 마드리드 TV는 암호화된 디지털 텔레비전 채널로, 레알 마드리드와 구단내 전문 방송사가 운영한다. 채널은 스페인어와 영어로 운영된다. 방송은 발데베바스 (마드리드) 에 위치한 레알 마드리드의 도시의 레알 마드리드 훈련장 내에서 보낸다.

### 마드리드 만세
《마드리드 만세》(Hala Madrid)는 레알 마드리드 구단 회원과, 마드리드인 지지 단체 카드 보유자들에게 분기별로 발송되는 잡지이다. 마드리드 만세라는 구절은 "전진하라 마드리드" 혹은 "가자 마드리드"라는 뜻도 내포하며 구단 공식곡의 제목으로도 사용되며 마드리드 지지자들이 주로 이 곡을 부른다. 잡지에는 전 달 구단의 경기 보고서와 2군과 유소년 아카데미 소식도 수록되어 있다. 그 외로 전 / 현직 선수들과의 인터뷰와, 구단의 역사적인 경기 내용도 읽을 수 있다.

## 우승 기록

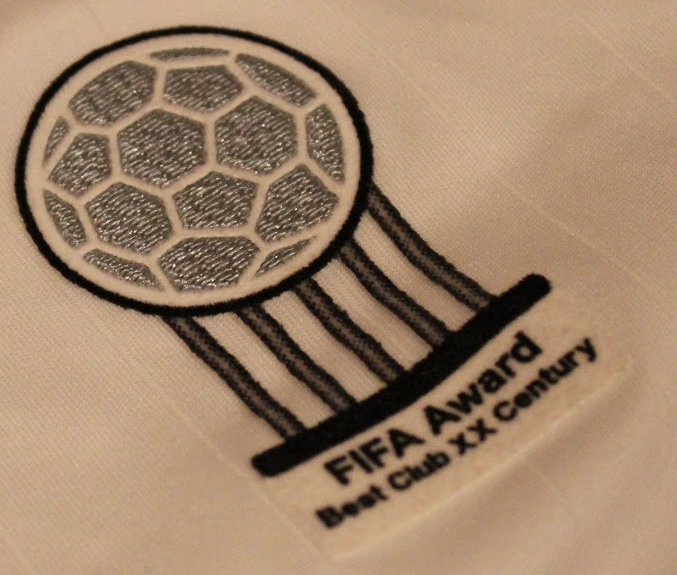
레알 마드리드는 FIFA에 의해 20세기의 구단으로 선정되었다. 사진은 2006-07 시즌 유니폼에 새겨진 FIFA 20세기의 구단 문양

2022년을 기준으로, 레알 마드리드는 라리가 35회, UEFA 챔피언스리그 14회를 우승해 이 부문에서 최다 우승 기록을 지니고 있으며, 인터콘티넨털컵도 3번 우승해 이 부문에서 공동 최다를 기록하고 있다. 구단은 2000년 12월 23일에 "FIFA 20세기의 구단"으로 선정되었고, 2010년 5월 11일에는 런던에서 IFFHS "20세기 최고의 유럽 구단"으로 선정되었다. 2004년에는 FIFA 명예의 훈장도 받았다. 더 나아가서 레알 마드리드는 5회 이상 유러피언컵 우승했다는 사실을 인증하는 UEFA 명예의 배지를 착용하고 UEFA 챔피언스리그 경기에 임할 수 있다.

### 국내 대회
- 라리가 우승 36회 (최다 기록)[165]
  - 우승: 1931–32, 1932–33, 1953–54, 1954–55, 1956–57, 1957–58, 1960–61, 1961–62, 1962–63, 1963–64, 1964–65, 1966–67, 1967–68, 1968–69, 1971–72, 1974–75, 1975–76, 1977–78, 1978–79, 1979–80, 1985–86, 1986–87, 1987–88, 1988–89, 1989–90, 1994–95, 1996–97, 2000–01, 2002–03, 2006–07, 2007–08, 2011–12, 2016-17, 2019-20, 2021-22, 2023-24

- 코파 델 레이 우승 20회[166][165]
  - 우승: 1905, 1906, 1907, 1908, 1917, 1934, 1936, 1946, 1947, 1961-62, 1969-70, 1973-74, 1974-75, 1979-80, 1981-82, 1988-89, 1992-93, 2010-11, 2013-14, 2022-23

- 수페르코파 데 에스파냐 우승 13회[167][165]
  - 우승: 1947, 1988, 1989, 1990, 1993, 1997, 2001, 2003, 2008, 2012, 2020, 2022, 2024
- 코파 에바 두아르테 우승 1회
  - 우승: 1947

- 코파 데 라 리가 우승 1회[165]
  - 우승: 1985

### 유럽 대회
- 유러피언컵 / UEFA 챔피언스리그 우승 15회 (최다 기록)[165] 
  - 우승:
- UEFA컵 / UEFA 유로파리그 우승 2회[168][165]
  - 우승: 1984-85, 1985-86

- UEFA 슈퍼컵 우승 6회 (최다 기록)[165] 
  - 우승: 2002,[169] 2014, 2016, 2017, 2022, 2024

### 세계 대회
- FIFA 클럽 월드컵 우승 5회 (최다 기록)[165]
  - 우승: 2014, 2016, 2017, 2018, 2022

- 인터콘티넨털컵 우승 3회 (공동 최다 기록)[170]
  - 우승: 1960, 1998, 2002

## 선수 명단
스페인 구단들은 EU 시민권이 없는 선수의 수를 3명으로 제한한다. 다음 선수 명단은 각 선수들의 주 국적만 표시한다. 몇몇 비유럽 선수들은 EU 회원국의 이중국적을 지니고 있다.

### 현재 선수 명단
2025년 6월 9일 기준:
참고: FIFA 자격 규정에 따라 소속된 국가대표팀 국기를 표시합니다. 선수는 복수의 FIFA 비회원국 국적을 가지고 있을 수 있습니다.
| 번호 | 포지션 | 국적       | 이름                   |
| ---- | ------ | ---------- | ---------------------- |
| 1    | GK     |            | 티보 쿠르투아          |
| 2    | DF     |            | 다니 카르바할 (부주장) |
| 3    | DF     |            | 에데르 밀리탕          |
| 4    | DF     |            | 데이비드 알라바        |
| 5    | MF     | 잉글랜드   | 주드 벨링엄            |
| 6    | MF     |            | 에두아르도 카마빙가    |
| 7    | FW     |            | 비니시우스 주니오르    |
| 8    | MF     | 우루과이   | 페데리코 발베르데      |
| 9    | FW     |            | 킬리안 음바페          |
| 10   | MF     | 크로아티아 | 루카 모드리치 (주장)   |
| 11   | FW     |            | 호드리구               |
| 12   | DF     | 잉글랜드   | 트렌트 알렉산더아널드  |

| 번호 | 포지션 | 국적       | 이름              |
| ---- | ------ | ---------- | ----------------- |
| 13   | GK     | 우크라이나 | 안드리 루닌       |
| 14   | MF     |            | 오렐리앵 추아메니 |
| 15   | MF     | 튀르키예   | 아르다 귈러       |
| 16   | FW     |            | 엔드리키          |
| 17   | MF     |            | 루카스 바스케스   |
| 19   | MF     |            | 다니 세바요스     |
| 20   | DF     |            | 프란 가르시아     |
| 21   | MF     | 모로코     | 브라힘 디아스     |
| 22   | DF     |            | 안토니오 뤼디거   |
| 23   | DF     |            | 페를랑 멘디       |
| 24   | DF     |            | 딘 하위선         |

### 2군 차출 선수 명단
참고: FIFA 자격 규정에 따라 소속된 국가대표팀 국기를 표시합니다. 선수는 복수의 FIFA 비회원국 국적을 가지고 있을 수 있습니다.
| 번호 | 포지션 | 국적 | 이름          |
| ---- | ------ | ---- | ------------- |
| 26   | GK     |      | 프란 곤살레스 |
| 31   | DF     |      | 하코보 라몬   |

| 번호 | 포지션 | 국적 | 이름              |
| ---- | ------ | ---- | ----------------- |
| 34   | GK     |      | 세르히오 메스트레 |
| 36   | MF     |      | 체마 안드레스     |

### 임대 선수 명단
참고: FIFA 자격 규정에 따라 소속된 국가대표팀 국기를 표시합니다. 선수는 복수의 FIFA 비회원국 국적을 가지고 있을 수 있습니다.
| 번호 | 포지션 | 국적 | 이름                                           |
| ---- | ------ | ---- | ---------------------------------------------- |
| —    | DF     |      | 라파엘 오브라도르 (데포르티보 라코루냐로 임대) |
| —    | DF     |      | 마르벨 (코르도바로 임대)                       |

| 번호 | 포지션 | 국적     | 이름                              |
| ---- | ------ | -------- | --------------------------------- |
| —    | MF     |          | 마리오 마르틴 (바야돌리드로 임대) |
| —    | FW     | 우루과이 | 알바로 로드리게스 (헤타페로 임대) |

## 관계자

### 코칭스태프

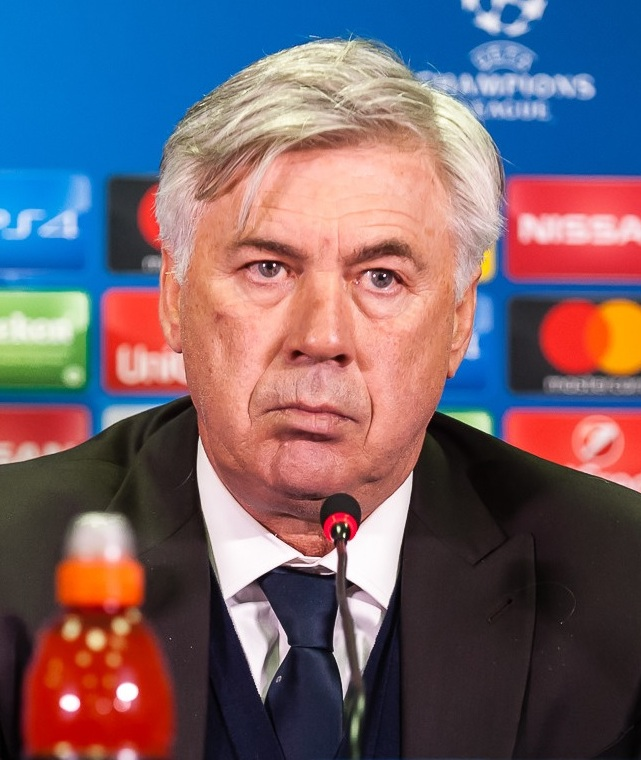
카를로 안첼로티는 현 레알 마드리드의 감독이다.

| 직책          | 이름              |
| ------------- | ----------------- |
| 감독          | 카를로 안첼로티   |
| 수석 코치     | 다비드 베토니     |
| 수석 코치     | 아미두 음사디     |
| 피트니스 코치 | 그레고리 뒤퐁     |
| 골키퍼 코치   | 로베르토 바스케스 |
| 경기 고문     | 첸도              |

- 2020년 9월 13일 기준
- 출처: AS 보관됨 2016-02-01 - 웨이백 머신

### 경영진

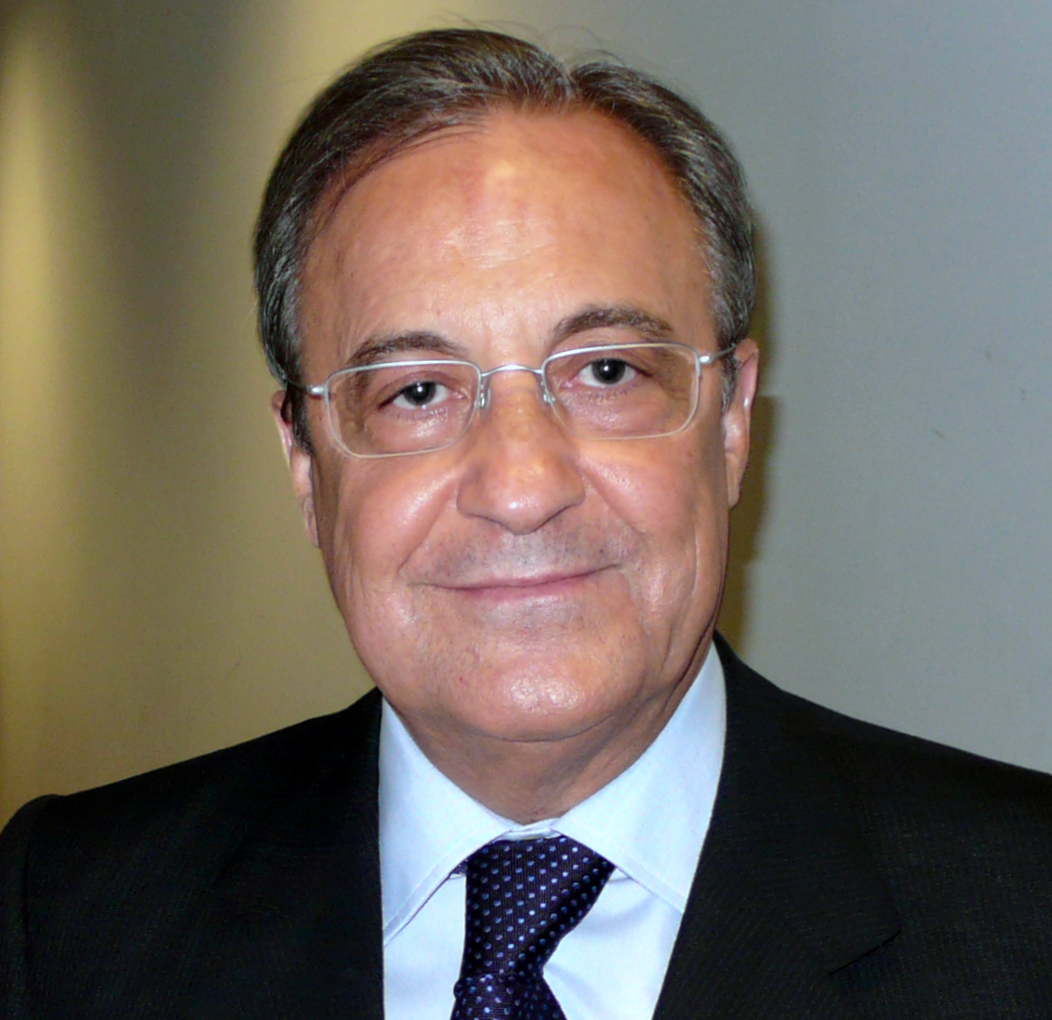
스페인의 사업가 플로렌티노 페레스가 현 구단 회장이다.

| 직책          | 이름                            |
| ------------- | ------------------------------- |
| 회장          | 플로렌티노 페레스               |
| 제1부회장     | 페르난도 페르난데스 타피아스    |
| 제2부회장     | 에두아르도 페르난데스 데 블라스 |
| 경영진 비서   | 엔리케 산체스 곤살레스          |
| 전무 이사     | 호세 앙헬 산체스                |
| 회장 이사     | 마누엘 레돈도                   |
| 사회지역 이사 | 호세 루이스 산체스              |

- 2014년 7월 7일 기준
- 출처: 수뇌부, 조직

## 역대 감독
| 감독                     | 임기        |
| ------------------------ | ----------- |
| 아서 존슨                | 1910 ~ 1920 |
| 마이클 키핑              | 1948 ~ 1950 |
| 마누엘 플레이타스 솔리치 | 1959 ~ 1960 |
| 밀랸 밀랴니치            | 1974 ~ 1977 |
| 부야딘 보슈코브          | 1979 ~ 1982 |
| 레오 베인하커르          | 1986 ~ 1989 |
| 존 토샥                  | 1989 ~ 1990 |
| 레오 베인하커르          | 1992        |
| 베니토 플로로            | 1992 ~ 1994 |
| 존 토샥                  | 1999        |
| 카를루스 케이로스        | 2003 ~ 2004 |
| 카를로 안첼로티          | 2021 ~ 2025 |

## 같이 보기
- 유럽 클럽 협회

## 참고 문헌
- Dénes, Tamás & Rochy, Zoltán (2002). 《Real Madrid》. Aréna 2000. ISBN 963-86167-5-X.
- Ball, Phil (2003). 《Morbo: The Story of Spanish Football》 신판. WSC Books Limited. ISBN 0-9540134-6-8.
- Ball, Phil (2003). 《White Storm: The Story of Real Madrid》. Mainstream. ISBN 1-84018-763-8.
- McManaman, Steve & Edworthy, Sarah (2003). 《El Macca: Four Years with Real Madrid》. Simon & Schuster. ISBN 0-7434-8920-9.
- Luis Miguel González; Luis González López; Fundación Real Madrid (2002). 《Real Madrid: Cien años de leyenda, 1902–2002》. Everest. ISBN 84-241-9215-X.